# Grote Markt (Brussel)

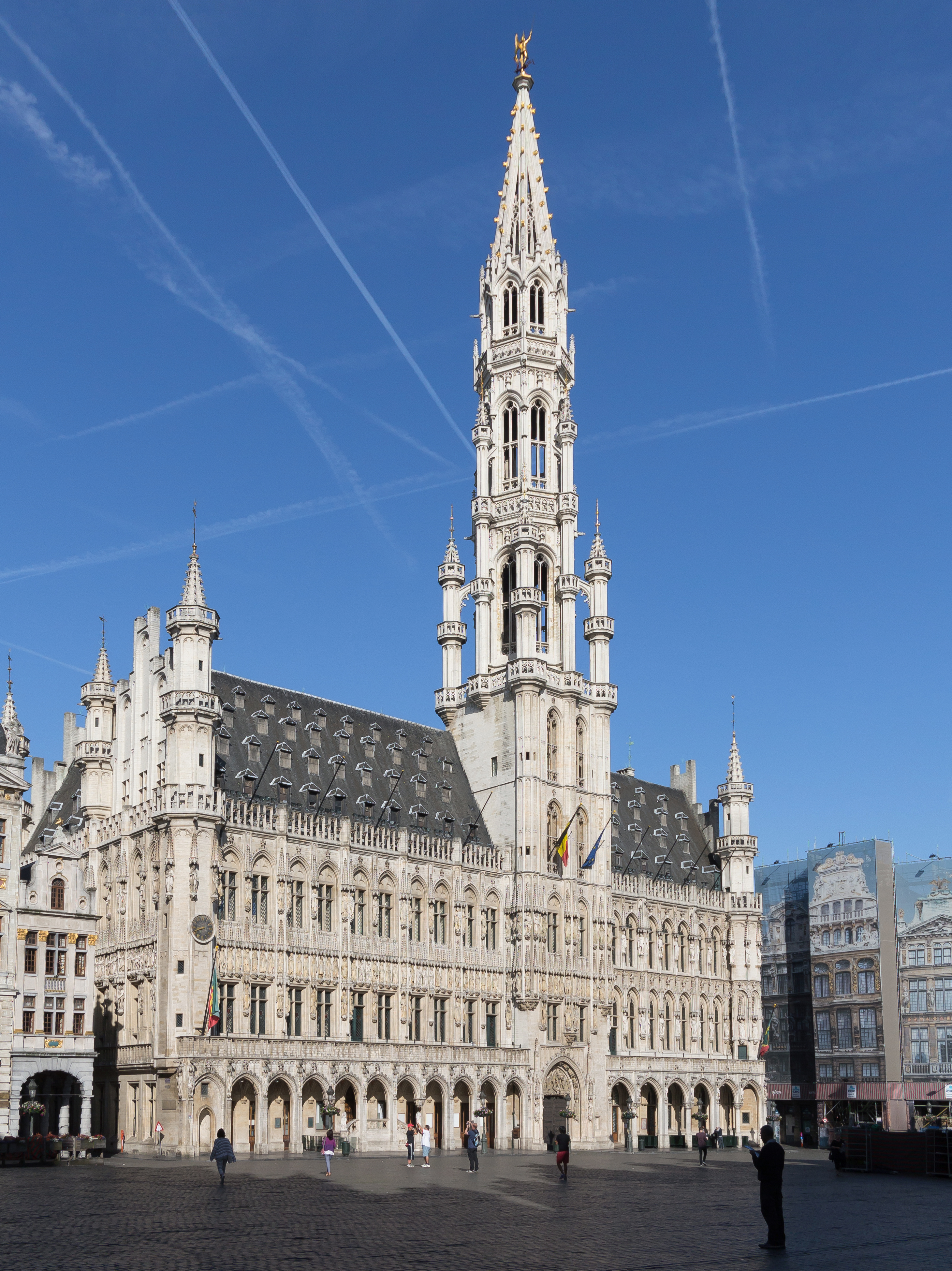
Stadhuis van Brussel

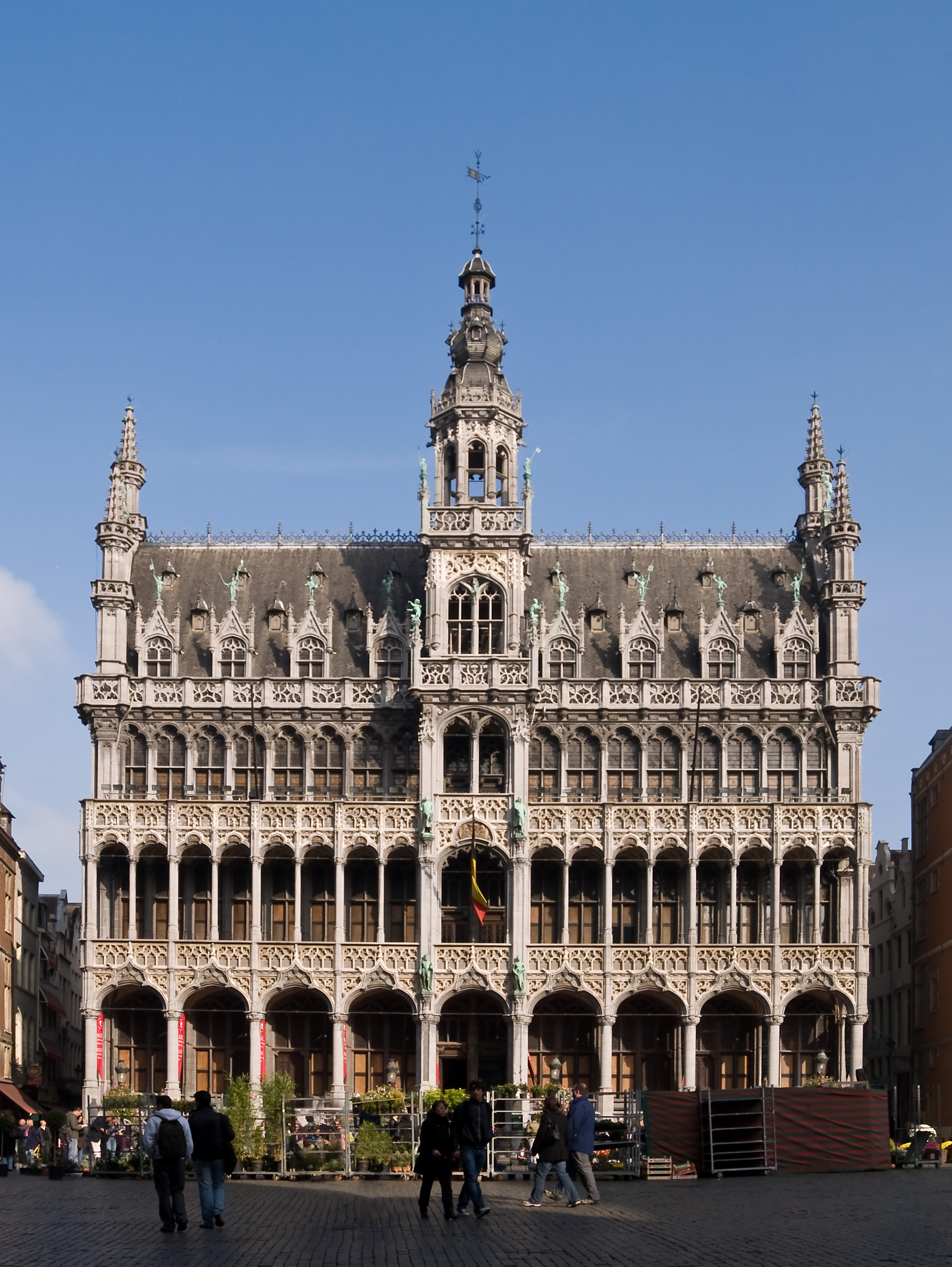
Broodhuis

De Grote Markt (Frans: Grand-Place) is een monumentaal plein in het centrum van Brussel. Sinds de 14e eeuw is het een geplaveid, rechthoekig plein van 111 × 56 meter.

## Geschiedenis
Oorspronkelijk Nedermerckt geheten, kreeg het plein zijn huidige naam in de periode 1777-1789.
De marktplaats ontstond op de rechteroever van de Zenne, ten oosten van het Zenne-eiland (huidig Sint-Goriksplein) en van de Werf (de commerciële aanlegplaats, onder het huidige gebouw Brucity). Dit gebied was aanvankelijk drassig en werd bij de aanleg in de twaalfde eeuw drooggelegd. Het oorspronkelijk plaveisel bevond zich 1,20 m lager dan het huidige. Van oudsher komen er zeven straatjes uit op het plein: de Boterstraat, de Guldenhoofdstraat, de Sterstraat (omgedoopt tot Karel Bulsstraat), de Hoedenmakersstraat, de Heuvelstraat, de Haringstraat en de Vlees-en-Broodstraat.
De bebouwing was aanvankelijk vrij ongelijkmatig. In de 15e eeuw kwam het Bourgondische Hof vast naar Brussel, na een strijd met vooral Leuven. In het kader van die rivaliteit en om de stedelijke macht te affirmeren tegenover het centrale gezag, bouwde de Magistraat van Brussel aan de Grote Markt een prachtig stadhuis. Tegelijk kregen de gilden en naties, die zich sinds de 14e eeuw organiseerden, de kans om een eigen gildehuis te verwerven. Deze doorgaans houten huizen werden na het Bombardement van 1695, dat enkel nog sommige gevelmuren overeind liet, vervangen door nieuwe stenen huizen in barokstijl, die de rijkdom van de gilden moesten weerspiegelen. De heropbouw gebeurde in een Vlaams-Italiaanse stijl. De homogeniteit werd bevorderd door een stedelijke ordonnantie, die bepaalde dat de bouwontwerpen voorafgaand door het stadsbestuur moesten worden goedgekeurd.
In de loop van de 18e eeuw degradeerde het plein echter door de verarming van de gilden. Met de Franse Revolutie werden in 1795 de gilden afgeschaft en de gildehuizen als nationaal goed openbaar verkocht. Beeldhouwwerken werden verwijderd of geplunderd door sansculotten. De nieuwe eigenaars lieten de zaken verder verkommeren, of lieten ze, naar de mode van de tijd bepleisteren en aanpassen.
Vanaf ca. 1850-1860 ontstond er een gevoeligheid voor de erfgoedwaarde van de gebouwen - de kentering was de afbraak van het huis De Sterre in 1852. Het stadsbestuur was dan zelf al bezig met het restaureren van het stadhuis en het opnieuw opbouwen van het Broodhuis. Voor de gebouwen in particulier bezit verleende zij aanvankelijk subsidies voor het herplaatsen of vervangen van het verdwenen beeldhouwwerk aan de gevels. Onder impuls van burgemeester Karel Buls werden alle gebouwen systematisch gerestaureerd, van 1882 tot 1920, door architecten Victor Jamaer en Adolphe Samyn.
Na de Tweede Wereldoorlog werd de Grote Markt een grote parking. In 1990 werd het plein vrijgemaakt van autoverkeer.

## Gebouwen rond het plein

### Het stadhuis
Het stadhuis, dat boven op zijn toren bekroond wordt met een verguld standbeeld van de aartsengel Michaël die een draak velt, werd gebouwd vanaf 1402. Met de toren begon men in 1444. Hij werd 96 m hoog. Het beeldhouwwerk dat het gebouw versiert is volks. De toren staat niet exact in het midden van het gebouw.

### Het Broodhuis
In het begin van de 13e eeuw stond er op de Grote Markt een houten constructie waar de bakkers destijds hun broden verkochten. Deze houten barak werd in 1405 vervangen door een stenen gebouw. Gedurende de regeerperiode van keizer Karel V werd het broodhuis opnieuw met de grond gelijkgemaakt en werd zijn hofarchitect Antoon II Keldermans aangesteld om een nieuw gebouw te ontwerpen in Flamboyante gotiek. Op het einde van de jaren zestig van de negentiende eeuw werd het gebouw gesloopt en heropgebouwd in neogotiek. In dit gebouw is nu het Museum van de Stad Brussel gevestigd met een waardevolle collectie van schilderijen, retabels, wandtapijten, beeldhouwwerken, zilverwerk, faience en porselein die een veelzijdig beeld geven van de geschiedenis van Brussel.

## De gildehuizen rond het plein

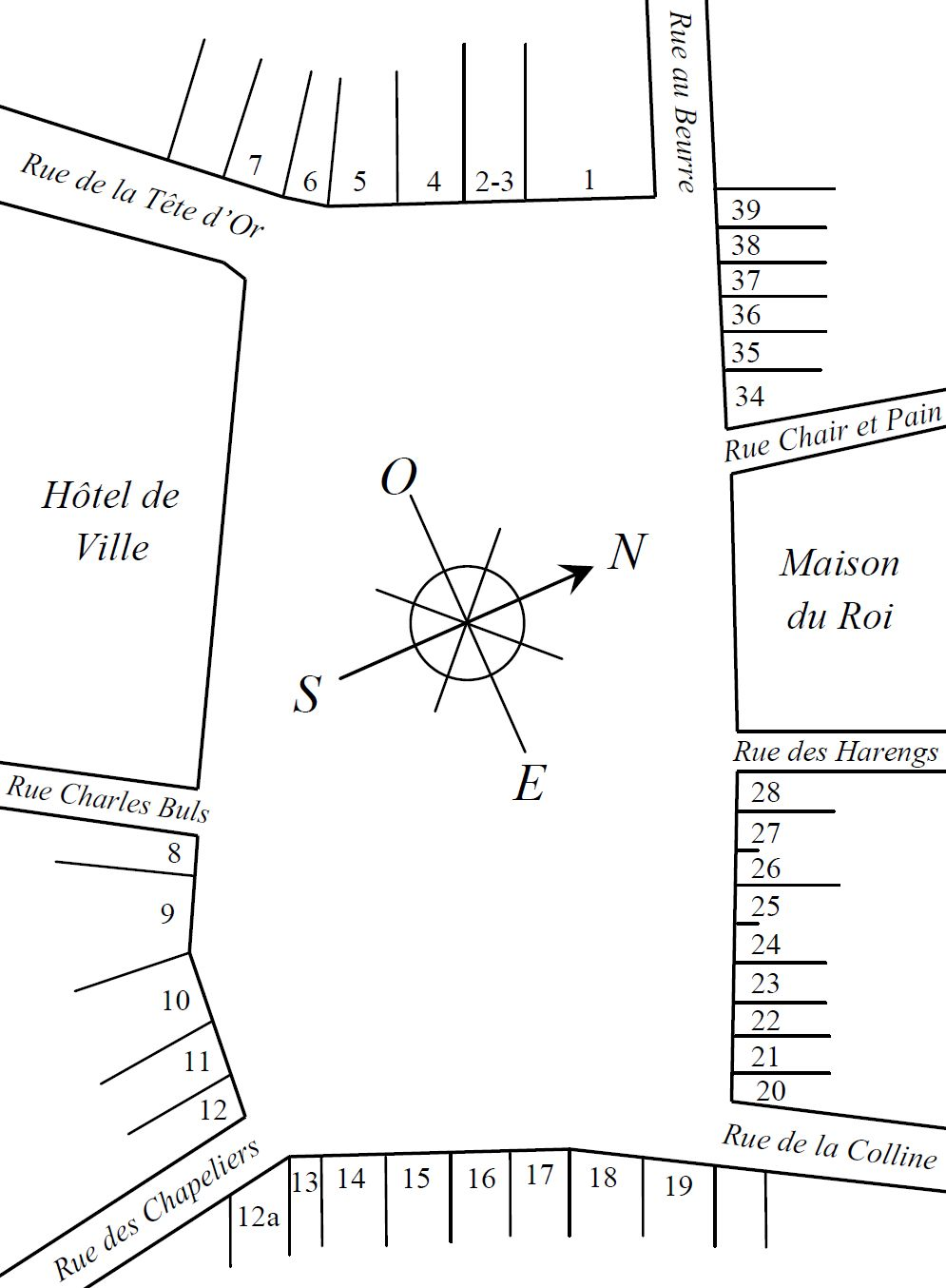
Ligging van de gildehuizen

De Naties van Brussel trokken gildehuizen op rond de Markt. In hun huidige vorm zijn ze grotendeels het resultaat van de heropbouw na het bombardement van 1695.

### Tussen de Guldenhoofdstraat en de Boterstraat (West)
- nr. 1: Den Coninck van Spaignien (gilde der bakkers)

Op deze plaats stond in de 13e eeuw het Serhuygskintsteen van Brusselse patriciërsfamilie Serhuygs. Na het bombardement van 1695 liet het gilde der bakkers hier in 1697 een ruim complex bouwen, genoemd naar koning Karel II van Spanje van wie een borstbeeld te zien is op de tweede verdieping. Het oorspronkelijke beeldhouwwerk werd uitgevoerd door Jan Cosijn, aan wie ook het ontwerp wordt toegeschreven. Het gebouw werd gereconstrueerd in 1900-1902 door architect Adolphe Samyn, die onder meer de koepel terugplaatste. Het borstbeeld van de patroonheilige Aubertus is van Jules Lagae.
- nr. 2-3 : Den Cruywagen (gilde der vettewariërs)

De gilde der vettewariërs (vetsmelters) kocht hier in 1439 een houten huis van de familie Serhuygs en liet er in 1644-1645 een stenen gildehuis bouwen. Het werd tegelijk met Den Coninck van Spaignien heropgebouwd door Jan Cosijn. Daarop werd het ook het ontmoetingslokaal van de gilde der kleerkopers en de Sint-Gillisnatie. Het beeld van de patroonheilige Gillis dateert uit 1912.
- nr. 4: Den Sack (gilde der schrijnwerkers en kuipers)

Ook dit huis was oorspronkelijk gebouwd in hout en eigendom van de familie Serhuygs. Het gilde der schrijnwerkers en kuipers betrok het wellicht in 1444, en liet in 1645-'46 in steen heropbouwen. De heropbouw na het bombardement gebeurde door Antoon Pastorana, die van het oorspronkelijke barokgebouw uit 1646 de eerste twee verdiepingen behield, die nog overeind stonden na de brand. Erbovenop bouwde hij een uitbundige geveltop met voluten, gebeeldhouwde vazen, fakkels, schelpen, kariatiden, engelenhoofden, bloemen- en fruitslingers, enz. Een wereldbol met kompas bekroonde het geheel. De sculpturen, die gelijken op versteend houtsnijwerk, werden uitgevoerd door Peter van Dievoet. In 1854-58 en 1882 werd het beeldhouwwerk hersteld. In 1912 werden restauratiewerken uitgevoerd onder leiding van Jean Segers.
- nr. 5: Den Wolf (gilde der boogschutters)

Dit oorspronkelijk houten huis van de familie Serhuygs werd al vernoemd in de 14e eeuw. De Handboogschutters van Sint-Antoon en Sint-Sebastiaan verwierven het en gaven het in 1641 een stenen voorgevel. Na een brand werd het in 1690 heropgebouwd, op basis van de plannen van architect en schilder Pieter Herbosch. Na het bombardement kon het opnieuw worden gebouwd volgens dezelfde plannen. In 1890 werd het gerestaureerd door stadsarchitect Pierre-Victor Jamaer. Boven de deur zie je hoe de wolvin Romulus en Remus zoogt.
- nr. 6: Den Horen (gilde der schippers)

De oorspronkelijke naam van dit huis was Den Berch, maar nadat het destijds houten huis in 1434 in handen kwam van de toenmalige gilde van de binnenscheepvaart, werd het herdoopt naar Den Horen. Na te zijn heropgebouwd in steen in het midden van de 17e eeuw, werd het na het Frans bombardement gerestaureerd door meester-timmerman Antoon Pastorana. Hij gaf het het uitzicht van het achtersteven van een schip. De holronde bogen moesten het smalle gebouw breder doen lijken. Stadsarchitect Adolphe Samyn voerde renovatiewerken uit tussen 1899 en 1902.
- nr. 7: In den Vos (gilde der kramers)

In het midden van de 15e eeuw kwam dit huis met houten voorpuntgevel in het bezit van de gilde der marktkramers, die er medio 17e eeuw een stenen gevel aan gaf. Na het bombardement werd het in 1699 heropgebouwd in Vlaamse Barok met invloeden uit de Lodewijk XIV-stijl. Uit de rekeningen blijkt de bijdrage van Jan van Delen, Cornelis van Nerven en Marc de Vos, zonder verdere duidelijkheid over hun respectieve bijdragen in het ontwerp en het beeldhouwwerk. De Vos werd gerestaureerd door P.V. Jamaer in 1883-1884.

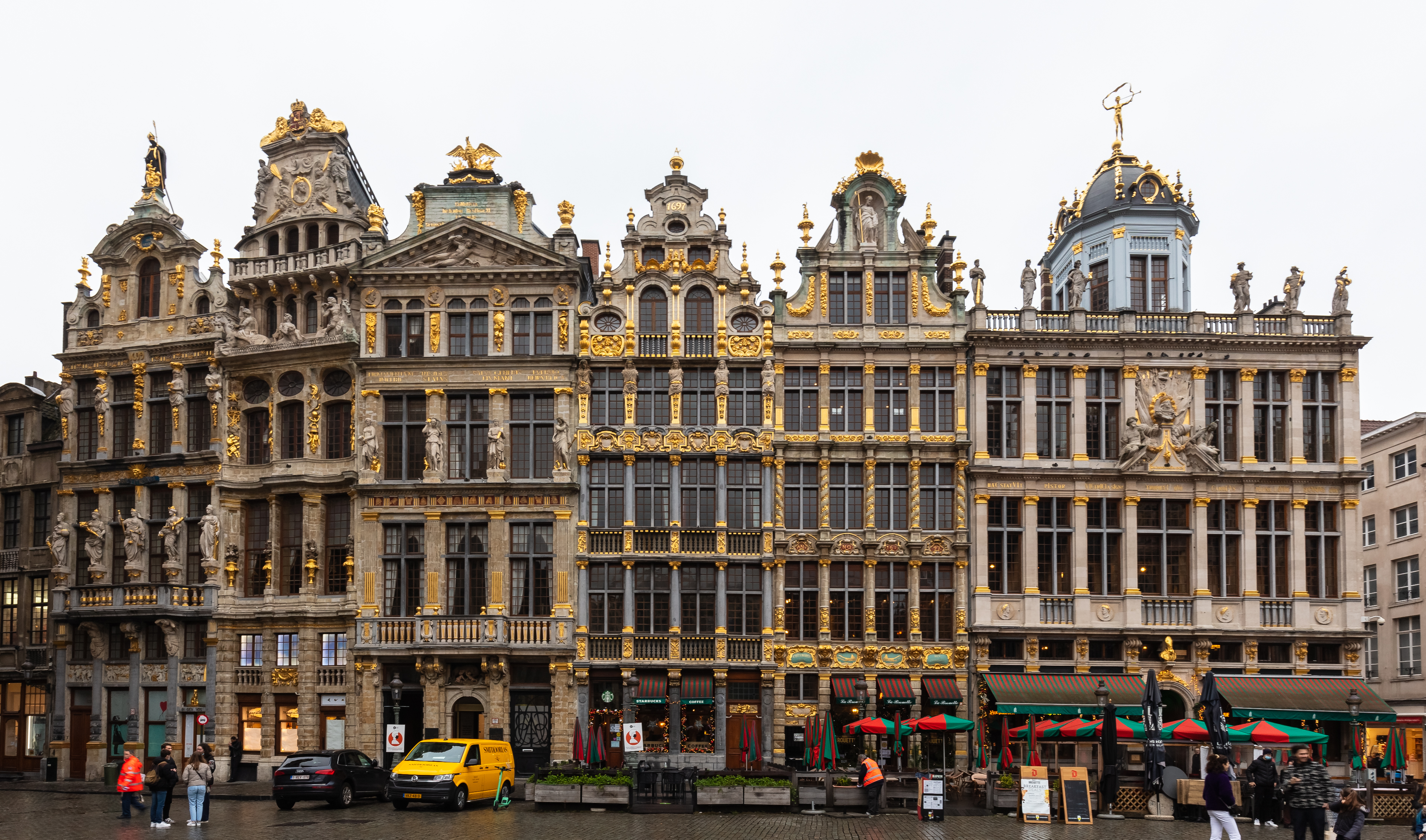
Gevelwand
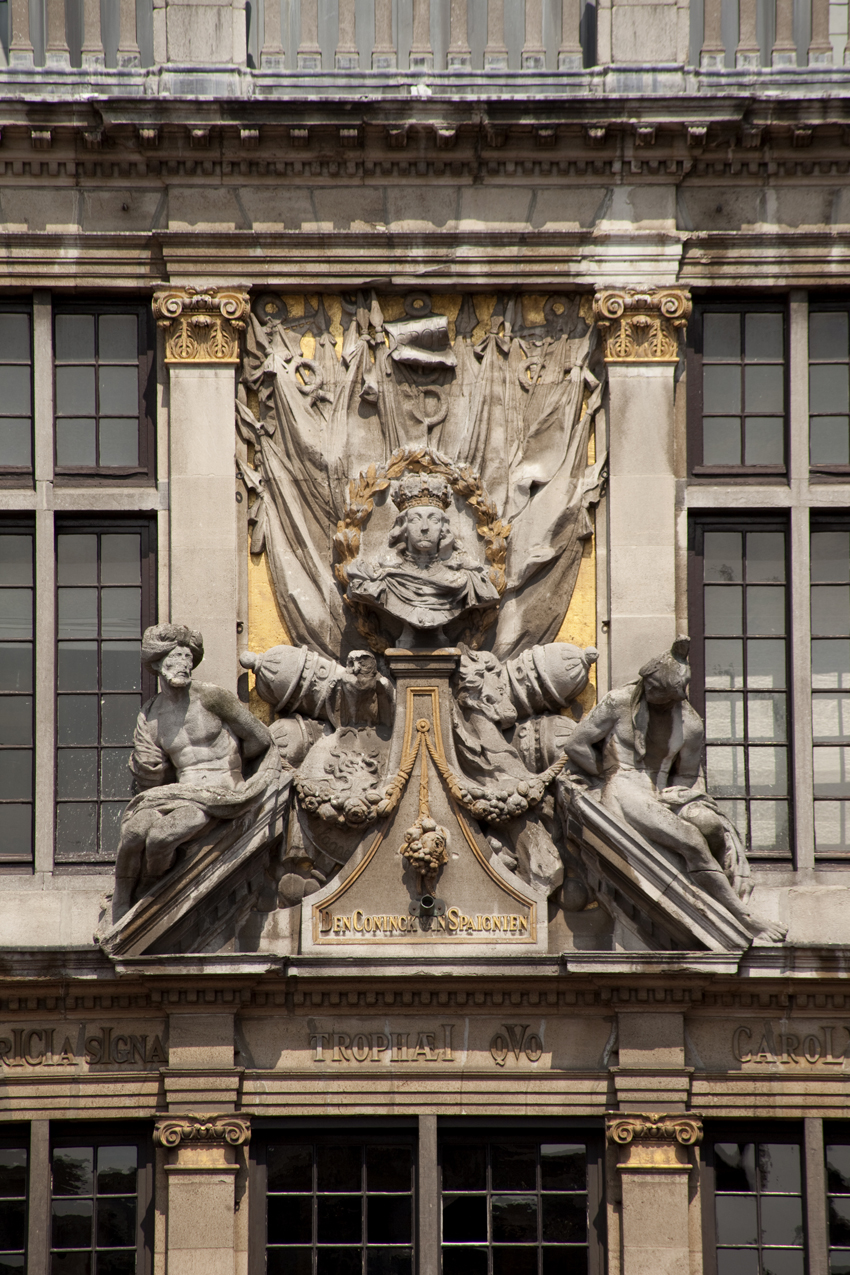
Den Coninck van Spaignien
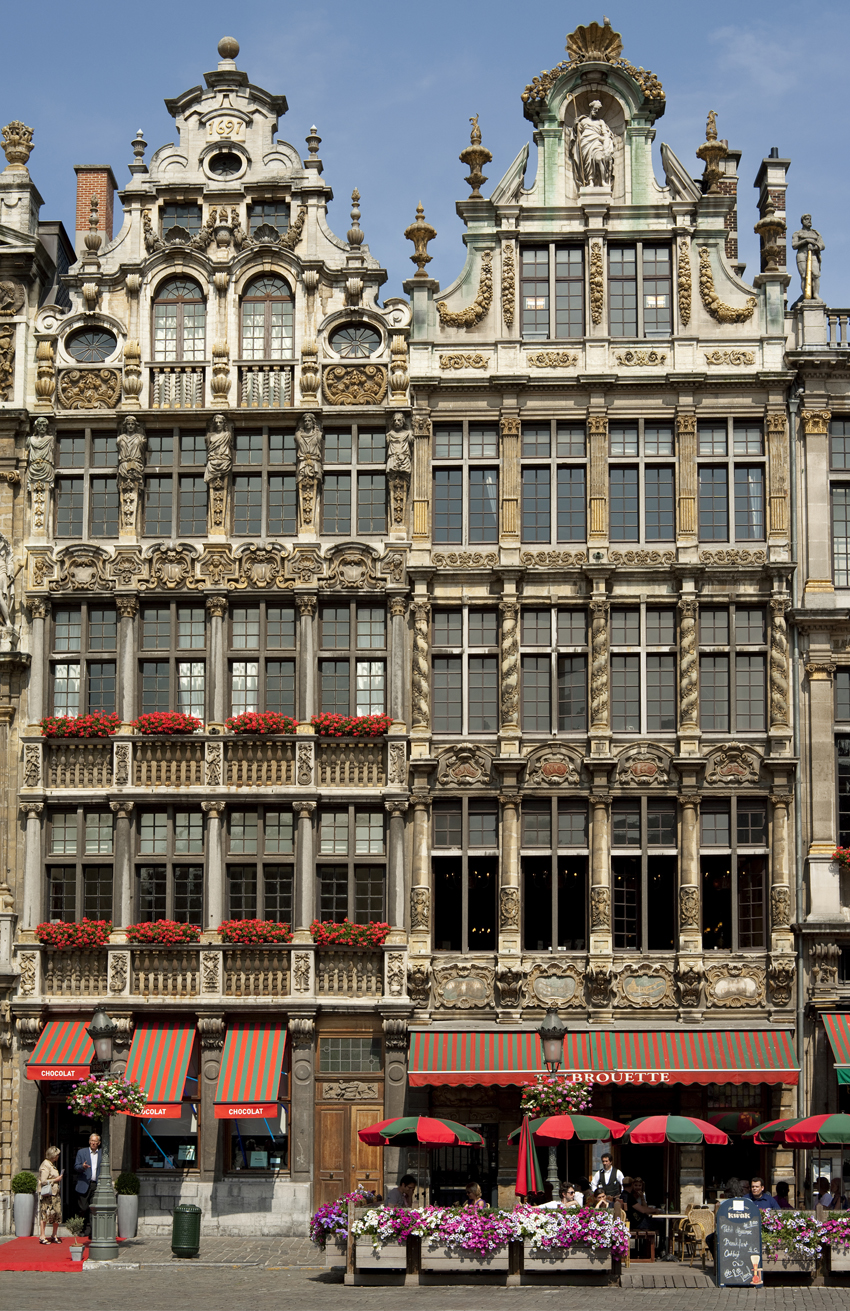
Den Cruywagen en den Sack
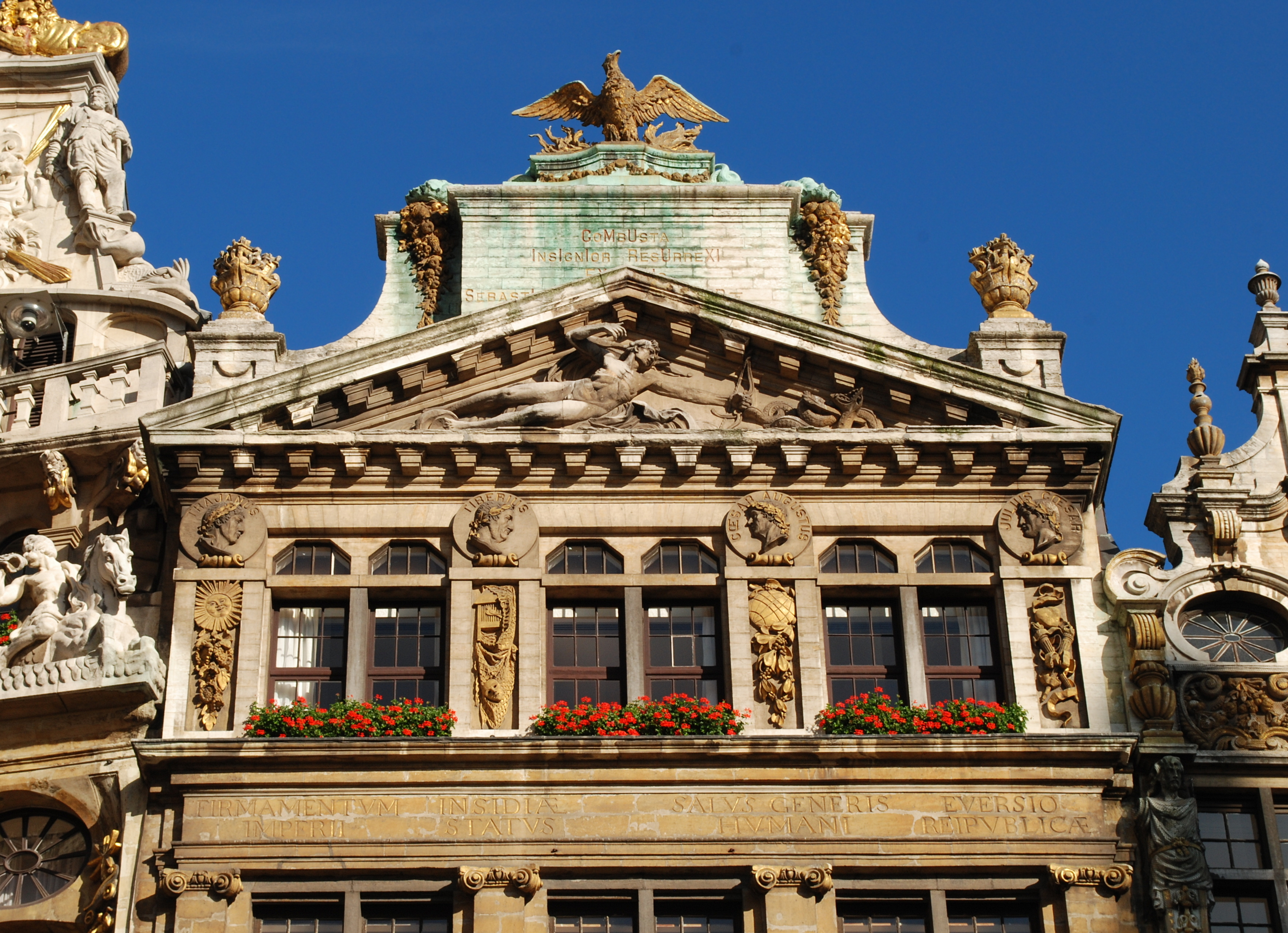
De Wolf
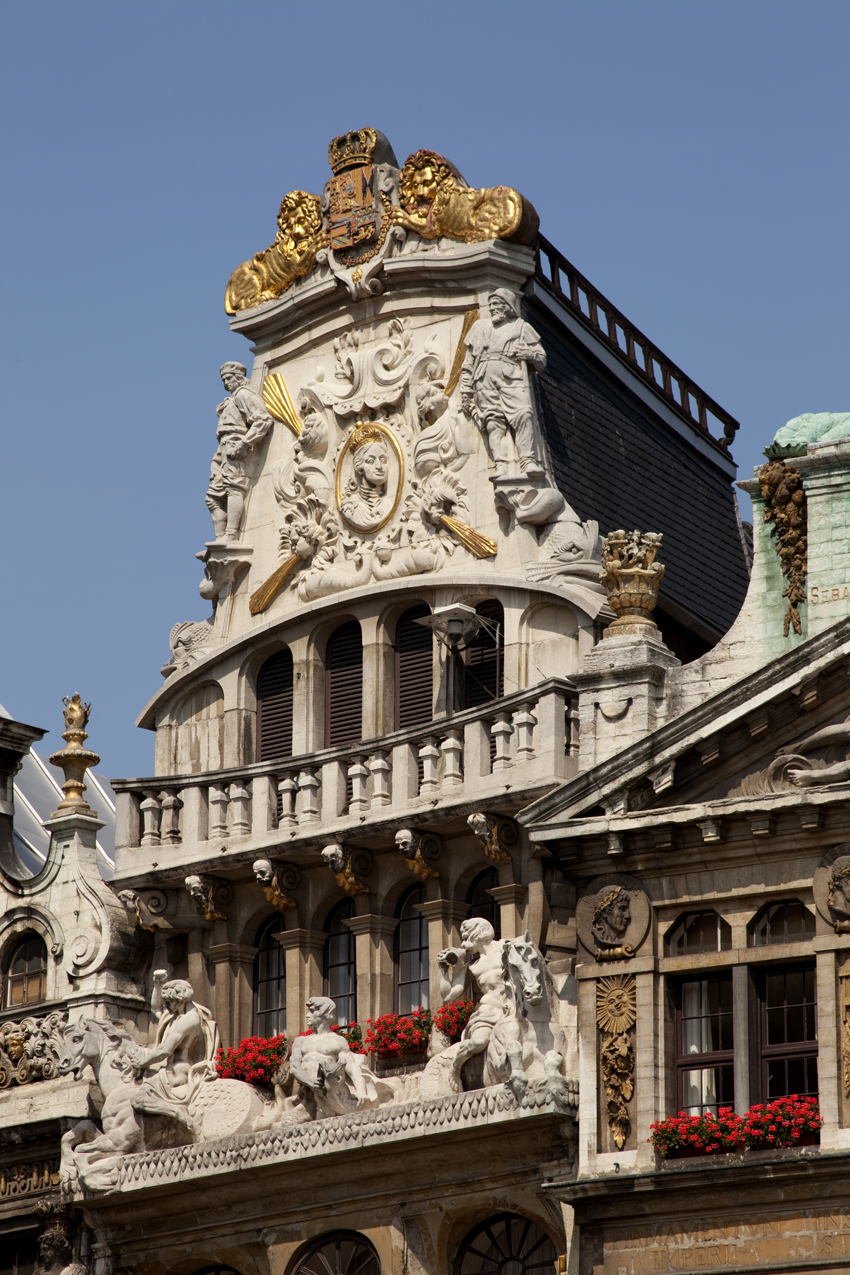
Den Hoorn
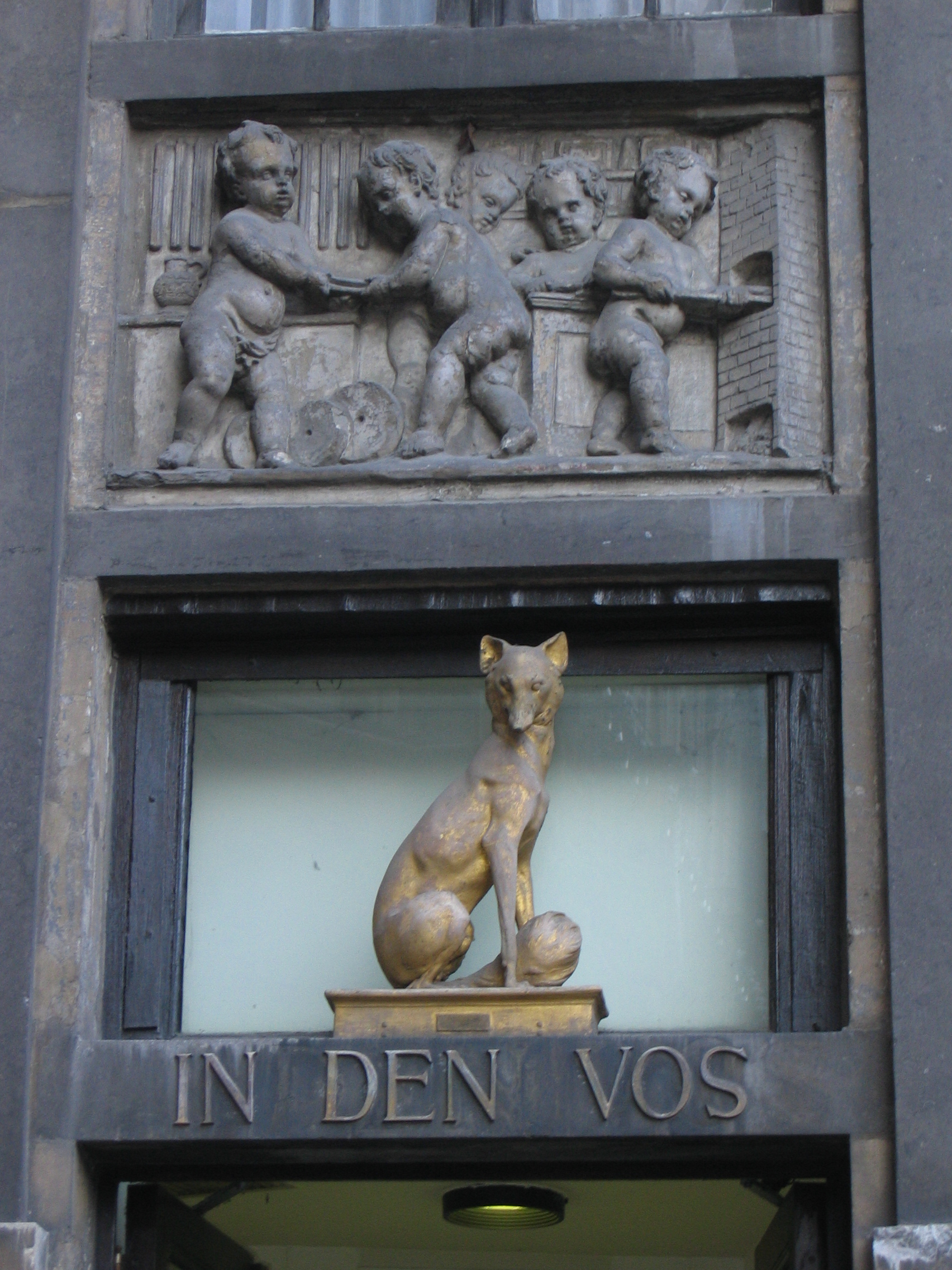
Den Vos

### Tussen Karel Bulsstraat en Hoedenmakersstraat (Zuid)
- nr. 8: De Sterre

De Sterre is het kleinste, maar wel een van de oudste huizen rond de Grote Markt. Het werd in de 14e eeuw bewoond door de amman, een magistraat die de toenmalige vorst vertegenwoordigde. In 1852 is het oorspronkelijke gebouw afgebroken om een betere doorgang naar de Grote Markt te voorzien. Er kwamen voorstellen tot reconstructie. In 1897 werd het heropgebouwd onder het burgemeesterschap van Karel Buls en naar plannen van architect Jamaer. De bredere verkeersdoorgang werd behouden en een arcade-galerij werd gebouwd om ook voetgangers doorgang te verlenen. Door de versmalling van de Sterre werd het gebouw enkel toegankelijk via 'de Zwaan', het aanpalende gebouw. In 1899 werd een monument ter ere van Karel Buls opgericht onder de arcade-galerij in opdracht van de Brusselse architecten die mee hadden gewerkt aan de restauratie van de Grote Markt. Het monument werd ontworpen door Victor Horta en uitgevoerd door Victor Rousseau. Er bevindt zich ook een monument ter ere van Everaard t'Serclaes. De Sterrestraat, genoemd naar dit huis, werd omgedoopt tot Karel Bulsstraat.
- nr. 9: De Zwaan (gilde der Slagers)

Dit huis werd gebouwd in de 15e eeuw rondom een toenmalige herberg. Het werd heropgebouwd in 1523 door eigenaars Apollonia van Ouderghem en de gevel werd afgewerkt met hout. Na het bombardement werd het in 1698 herbouwd door financier Pierre Fariseau, die daarvoor een beroep deed op architect Cornelis van Nerven. In 1720 werd het gebouw eigendom van het beenhouwersambacht. In 1874 werd het huis verbouwd tot een hotel.
- nr. 10: Den Gulden Boom (gilde der Brouwers)

Ook dit huis dateert oorspronkelijk uit de 13e eeuw en heette toen Den Hille. In de 15e eeuw kwam het in handen van de gilde van leerlooiers en stoffeerders. Het werd begin 17e eeuw eigendom van de brouwers die het in 1638 in steen lieten heropbouwen. De heropbouw na het Frans bombardement werd uitgevoerd door architect Willem de Bruyn die het bekroonde met een beeld van Maximiliaan van Beieren. In 1752 werd het beeld vervangen door een nieuw beeld in de beeltenis van gouverneur Karel van Lotharingen, die zeer geliefd was bij de Brusselaars.
- nr. 11: De Roos

Dit huis werd door de stad aangekocht in de 14e eeuw en bewoond door de familie Van der Rosen. Na het Frans bombardement werd het heropgebouwd door Jean-Baptiste 't Serstevens in 1702. Tijdens de Eerste Wereldoorlog was de "Nationale Rantsoendienst" hier gehuisvest.
- nr. 12: In den Bergh Thabor

Net als de Roos is dit een van de grotere huizen. Het werd in 1699 gebouwd voor een zekere J.B. Van de Putte door meester-schrijnwerker F. Timmermans en meester-metselaar P. de Roy. Het werd gerestaureerd in 1885.

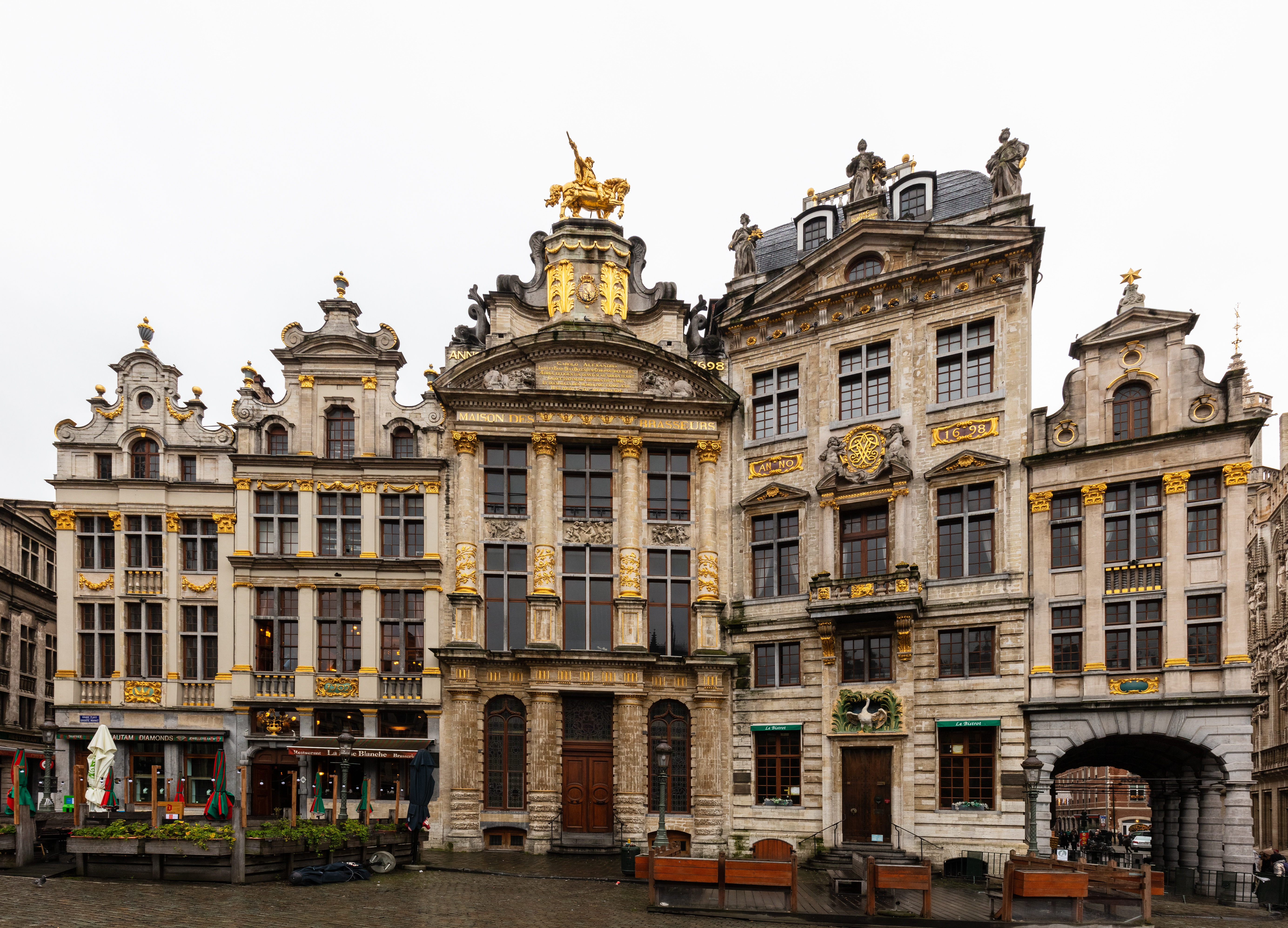
Gevelwand
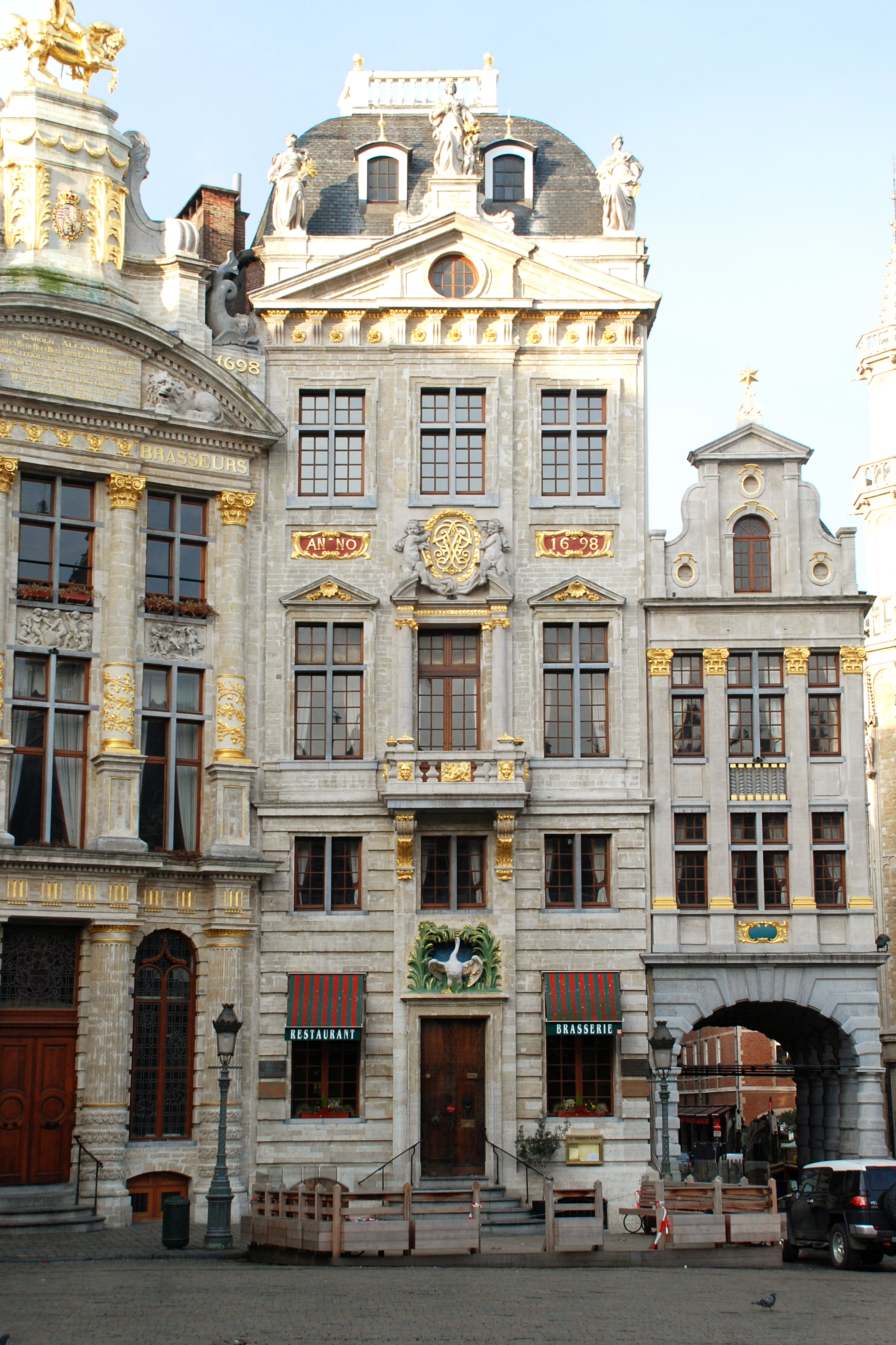
De Zwaan en De Sterre
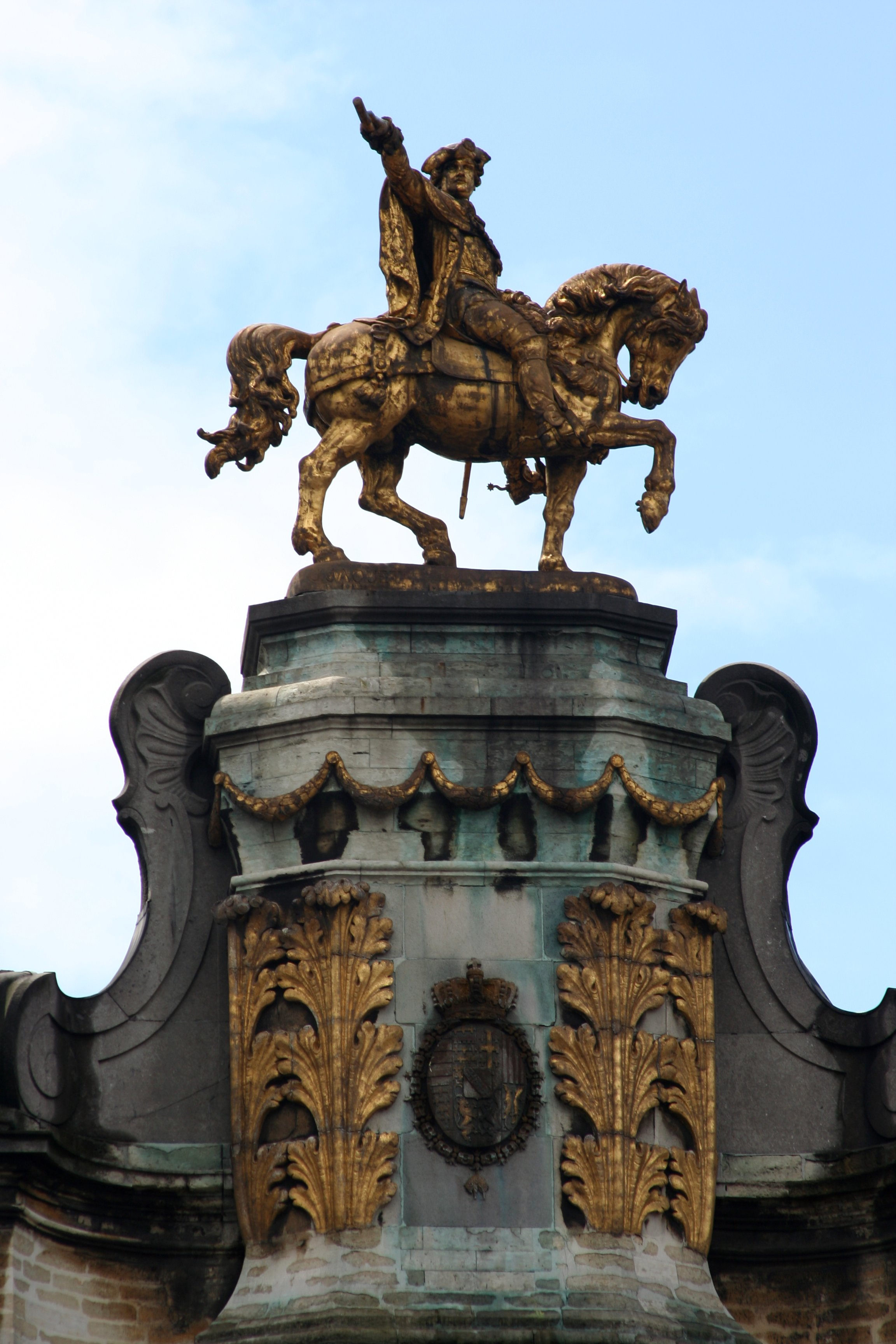
De Gulden Boom
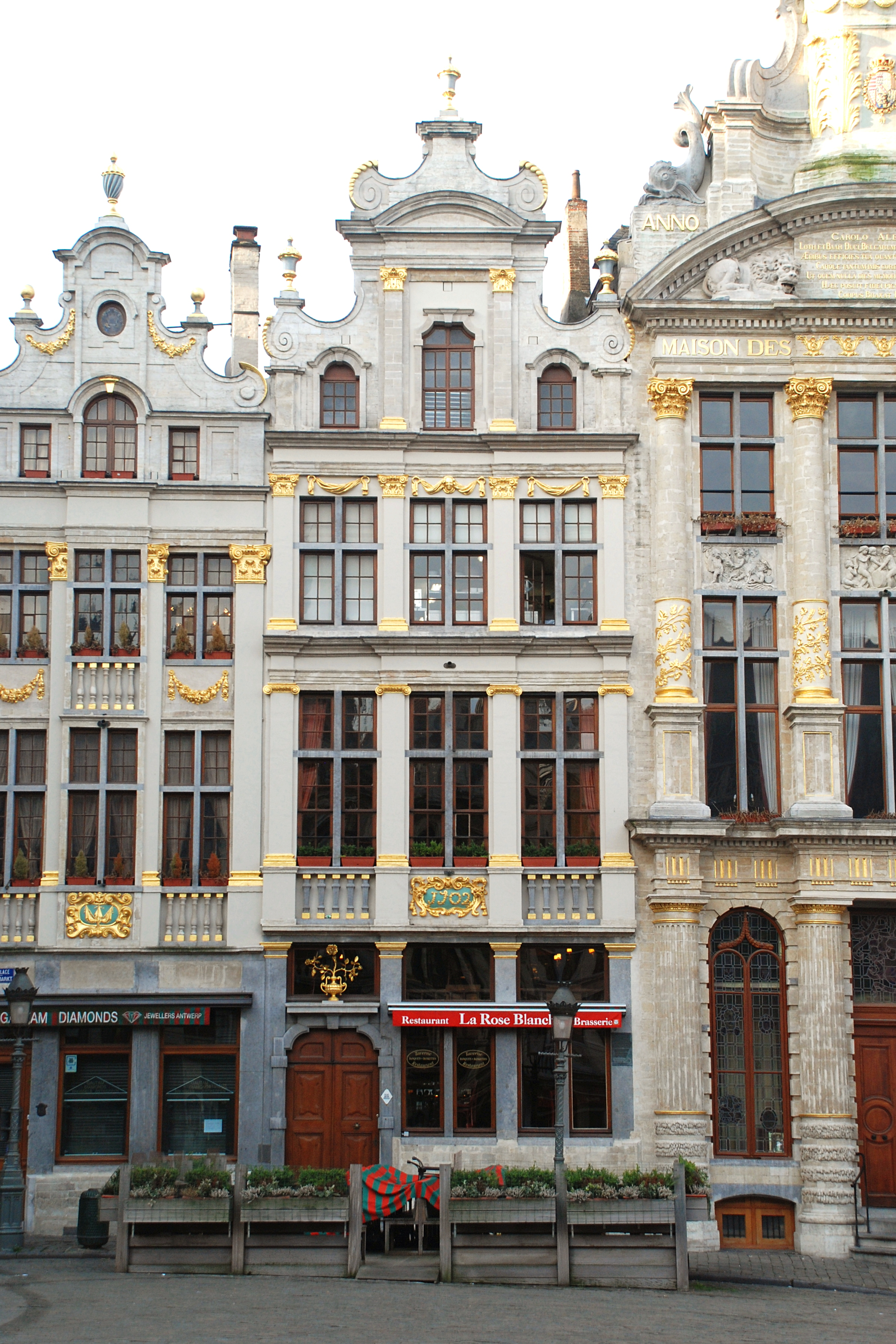
Huizen de Roos en Bergh Tabor

### Tussen de Hoedenmakersstraat en de Heuvelstraat (Oost)
- nr. 12a: Alsemberg

Dit is een alternatieve nummering van het huis in de Hoedenmakersstraat 2-4.
- nr. 13: De Faem
- nr. 14: De Cluyse
- nr. 15: De Fortuine
- nr. 16: De Windmolen
- nr. 17: De Tinnepot
- nr. 18: De Heuvel
- nr. 19: De Borse

De oostelijke gevelwand wordt ingenomen door het zogeheten Huis van de Hertogen van Brabant. Het bestaat uit zeven huizen (nrs. 13 tot 19) die één geheel vormen naar het ontwerp in classiciserende barok van stadsarchitect Willem de Bruyn. Ca. 1770 zijn er wijzigingen aangebracht naar ontwerp van Laurent-Benoît Dewez. De individuele huizen zijn telkens versierd met symbolen die de naam uitbeelden. De overkoepelende naam is ontleend aan de borstbeelden van de hertogen van Brabant die de gevels sieren; de huidige borstbeelden zijn evenwel reconstructies uit de negentiende eeuw.

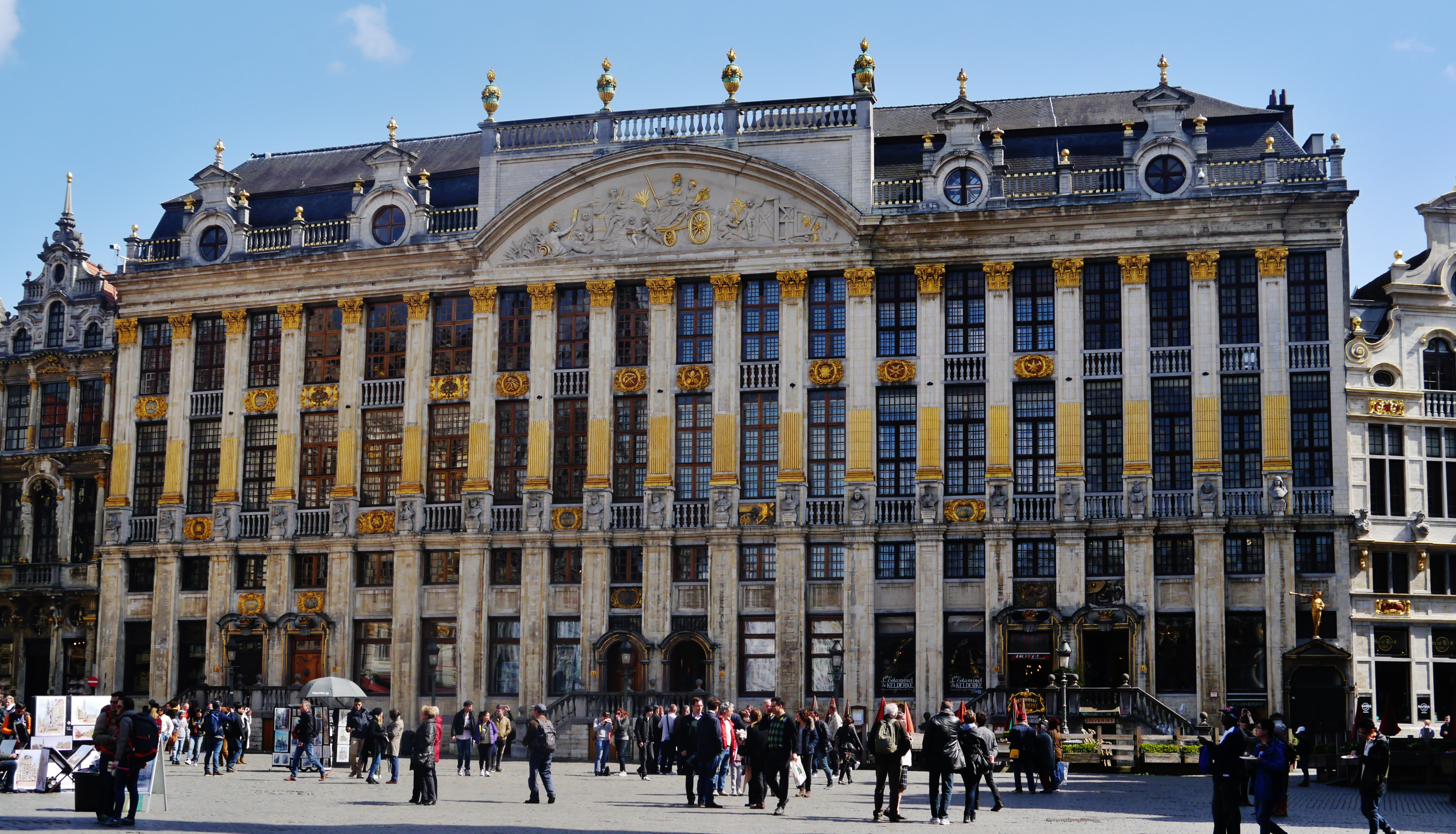
Gevelwand
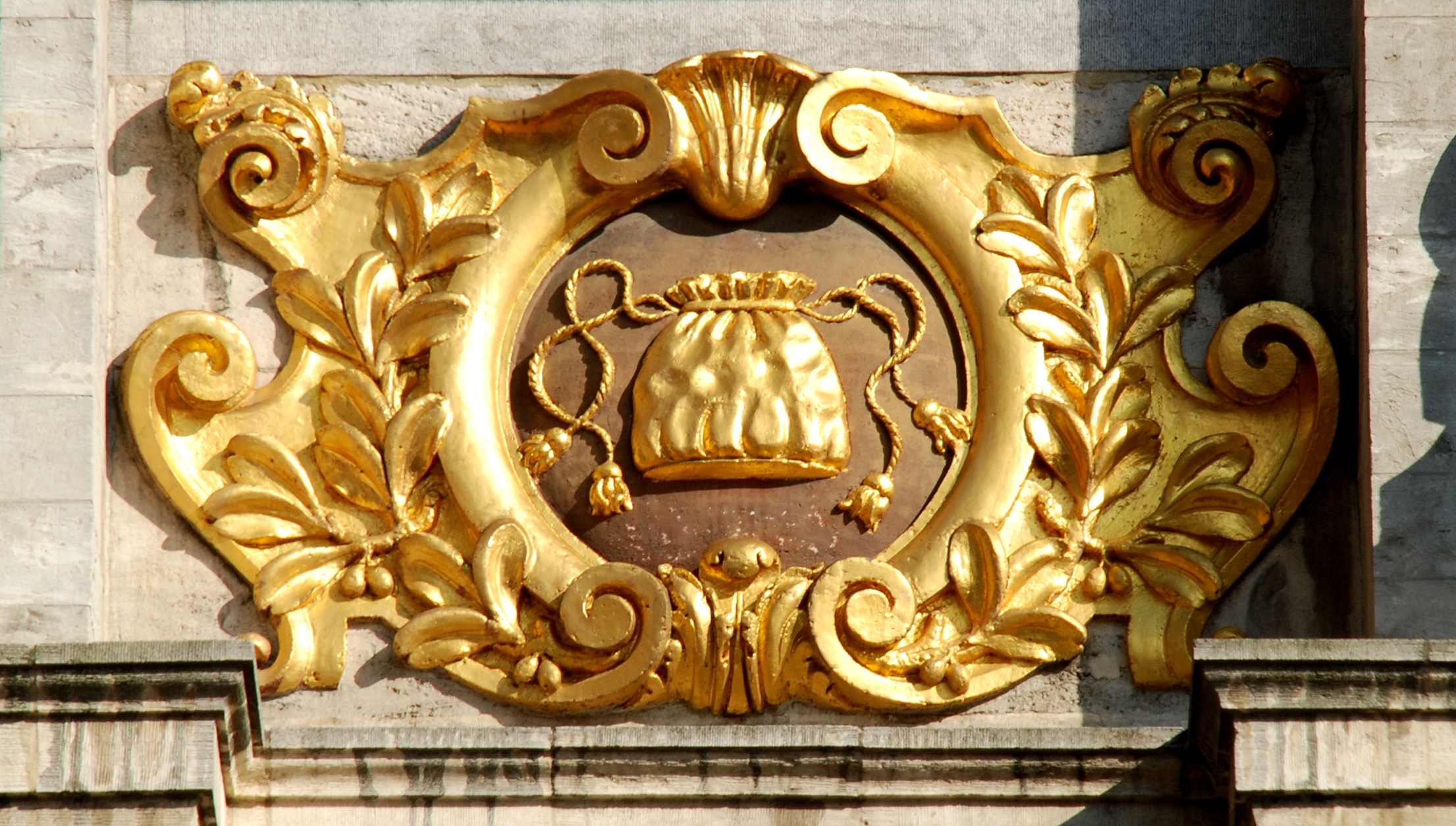
De Borse
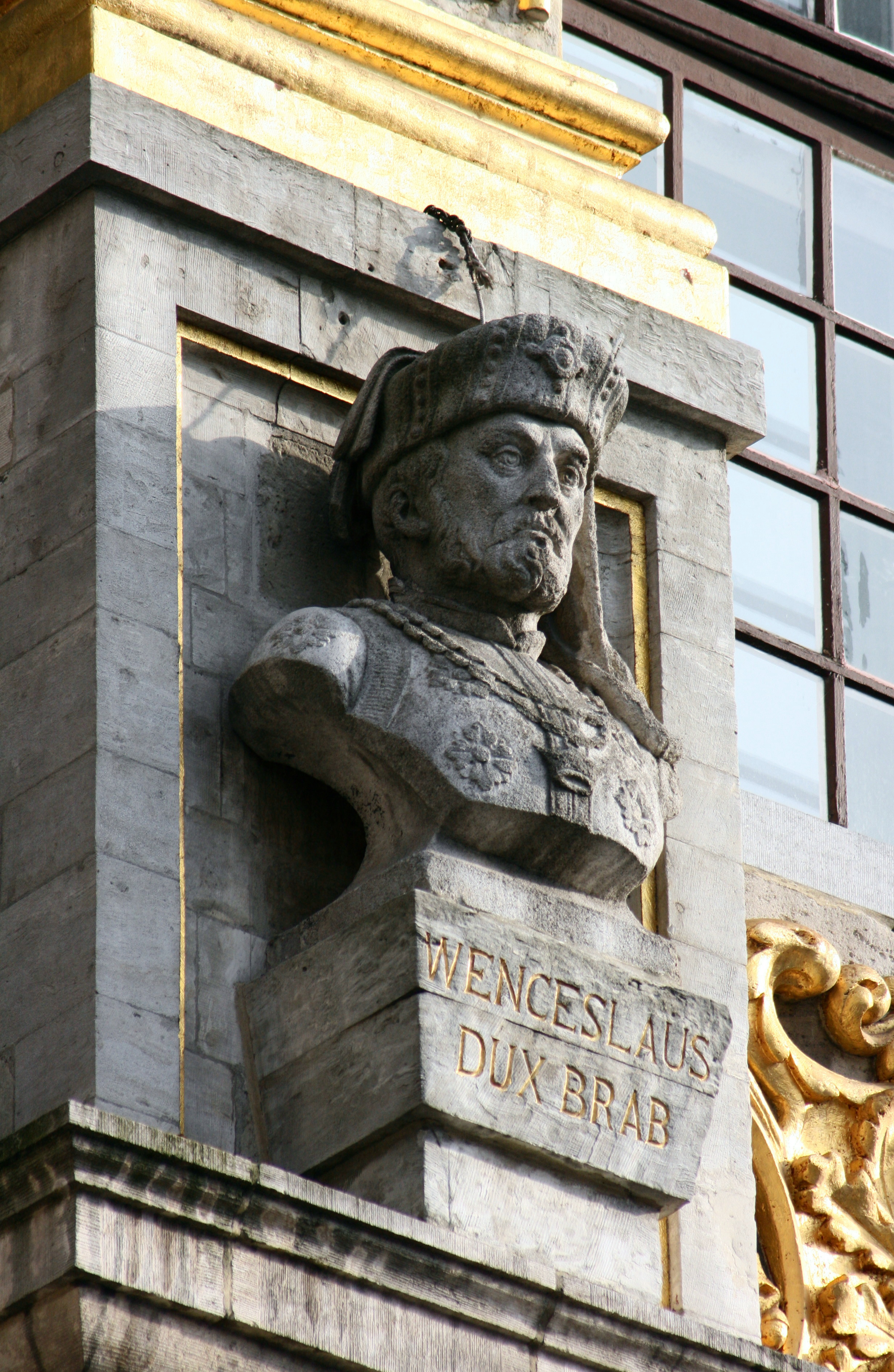
Wenceslas, hertog van Brabant
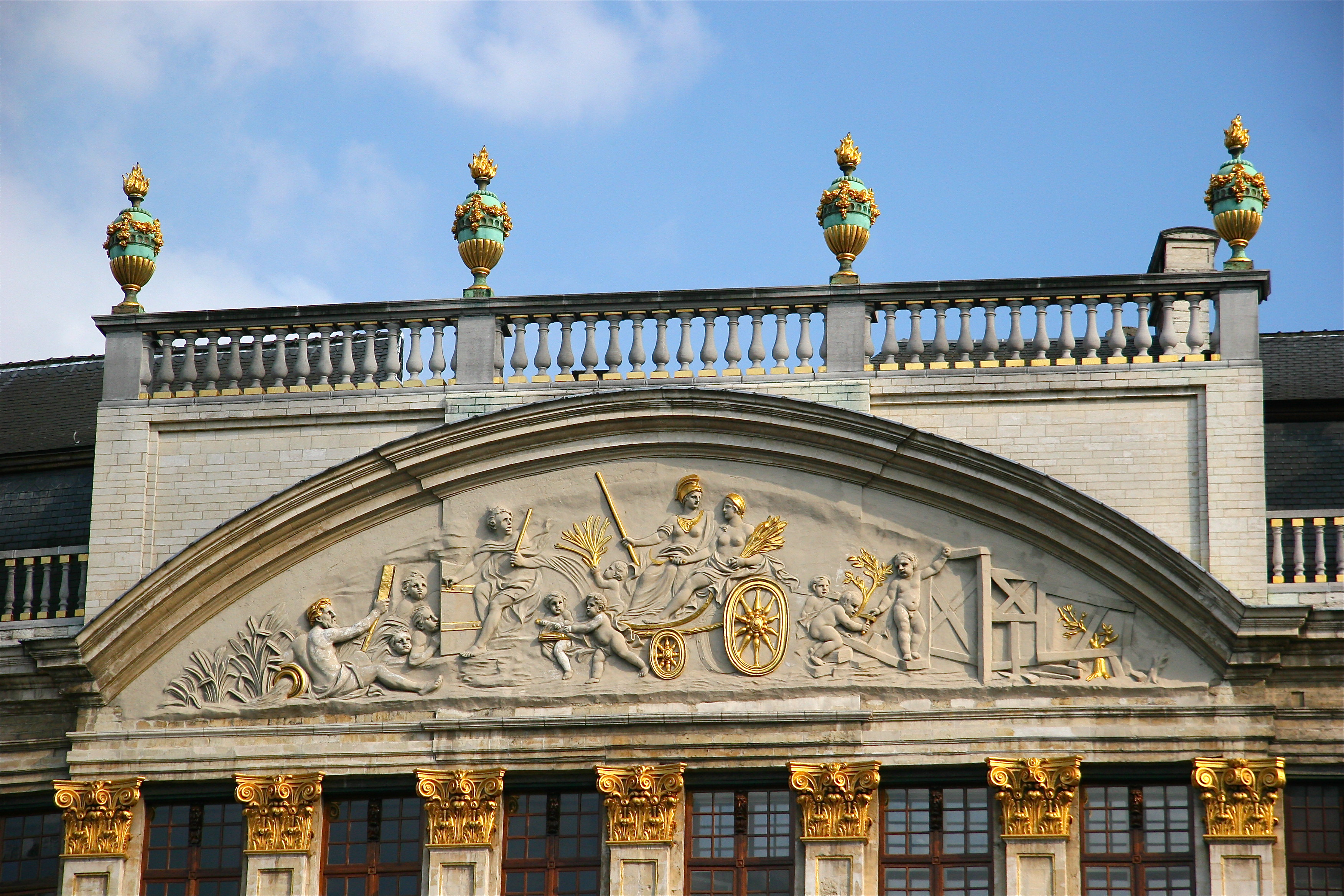
Fronton, allegorie van de overvloed

### Tussen de Heuvelstraat en de Haringstraat (Noord)
- nr. 20: het Hert

Smal hoekhuisje. Einde 16e eeuw had dit huis nog een houten voorpuntgevel. Het werd in 1710 herbouwd. In 1896-1897 volgde een volledige reconstructie van de voorgevel door Adolphe Samyn.
- nr. 21 en 22: Joseph en Anna

Twee huizen onder gemeenschappelijke voorgevel. De topgevel werd in 1837 vervangen door een lijstgevel, maar werd in 1896-1897 teruggeplaatst bij de reconstructie door Samyn.
- nr. 23: den Engel

Tot 1591 eigendom van de Abdij van Vorst. Na het bombardement herbouwd in laat-barokstijl. Later werd er een verdieping toegevoegd. Adolphe Samyn reconstrueerde in 1896-1897 het klokgevel-uitzicht uit de 18de eeuw, maar behield de extra verdieping.
- nr. 24-25: De Gulden Boot (gilde der kleermakers)

Dit waren oorspronkelijk twee afzonderlijke huizen. Na het bombardement naar ontwerp van Willem de Bruyn, met beeldhouwwerk van Peter Van Dievoet; gerestaureerd door P.V. Jamaer in 1882. Dit huis biedt een monumentale indruk door het gebruik van de kolossale orde. Het portaal wordt bekroond met een buste van de patroonheilige Barbara, en de geveltop met een standbeeld van Sint-Bonifatius.
- nr. 26-27: De Duif (gilde der schilders)

De gilde der schilders verving in 1553 de houten voorgevel door deer een stenen. Na het bombardement verkochten ze het en werd het een particuliere woning. Gerestaureerd door Segers in 1906-1908.
- nr. 28: De Gulden Koopman, De Wapens van Brabant of Ammanskamertje

Dit werd na het bombardement herbouwd in 1709, en werd gerestaureerd door Samyn in 1896-1897. Dit was het café Le Candide in de Britse serie Secret Army, en de daarop populaire parodie 'Allo 'Allo! gebaseerd op verzetsgroep De komeet die ontsnappingsroute opzette die vanuit hier opereerde in de Tweede Wereldoorlog. Tijdens deze oorlog woonde in de bovenste etage Alexander von Falkenhausen, militair bevelhebber van België en Noord-Frankrijk onder het naziregime die ook vanuit Brussel de Kunstschutz opzette.

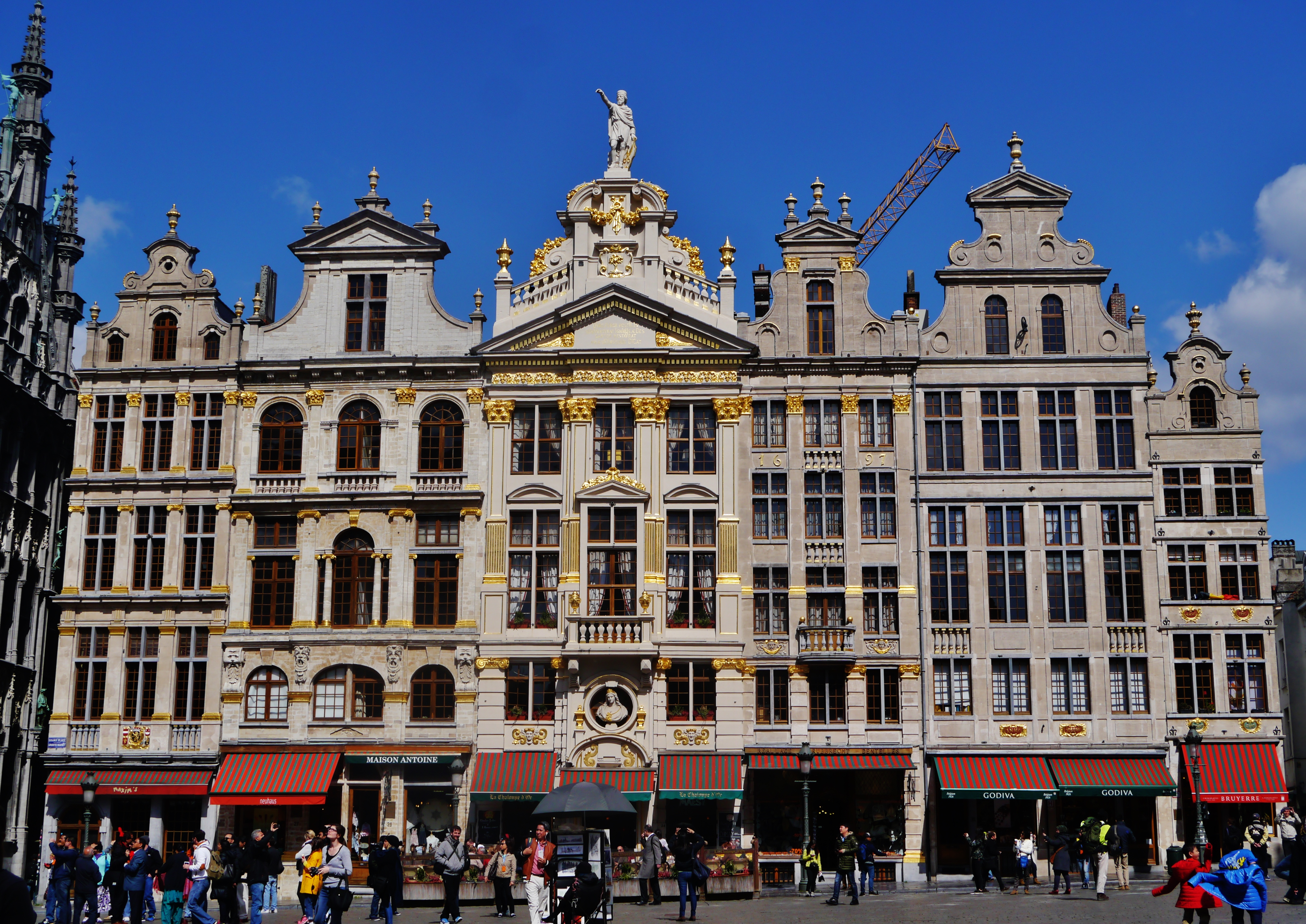
Gevelwand
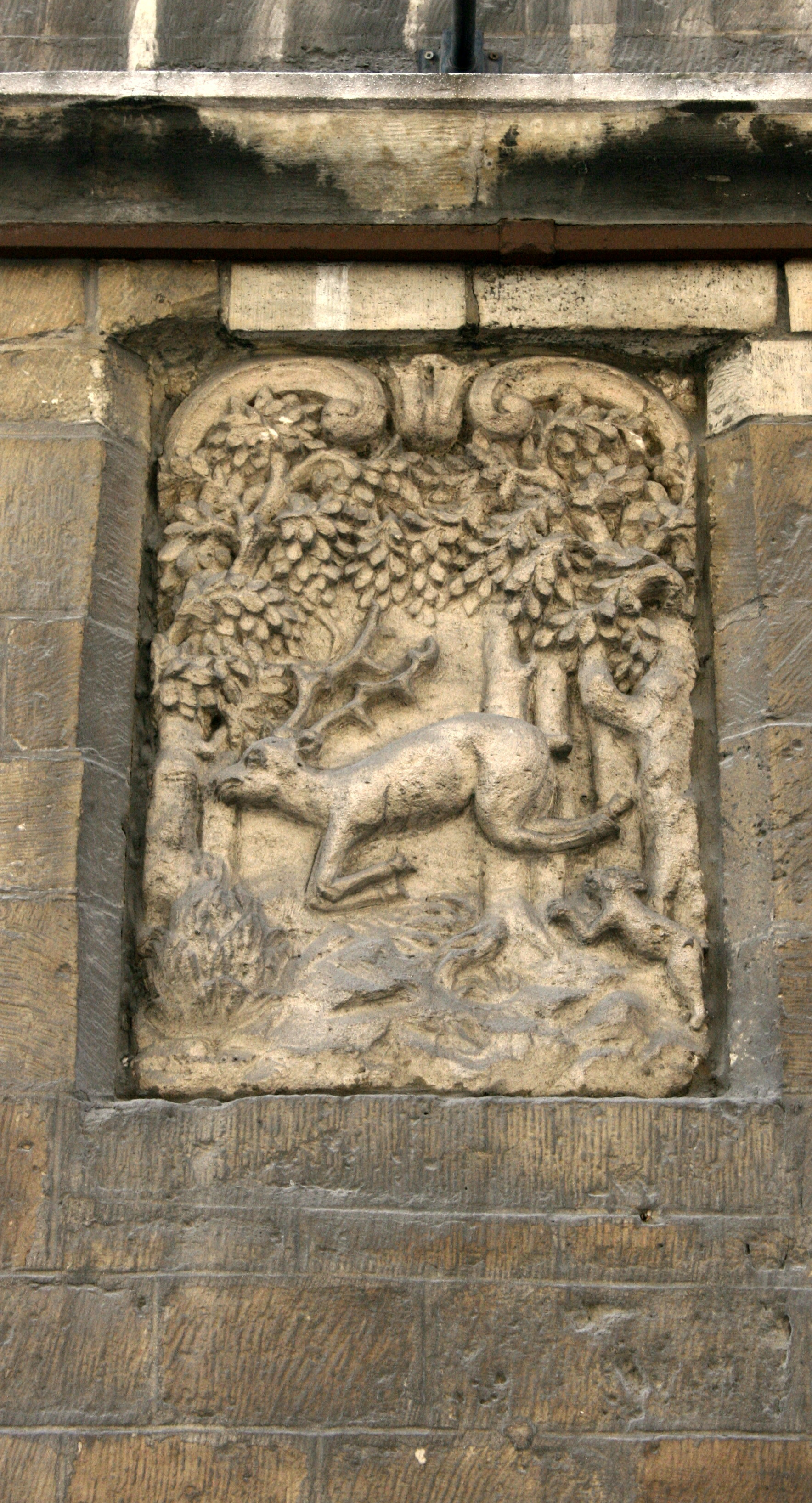
Het Hert
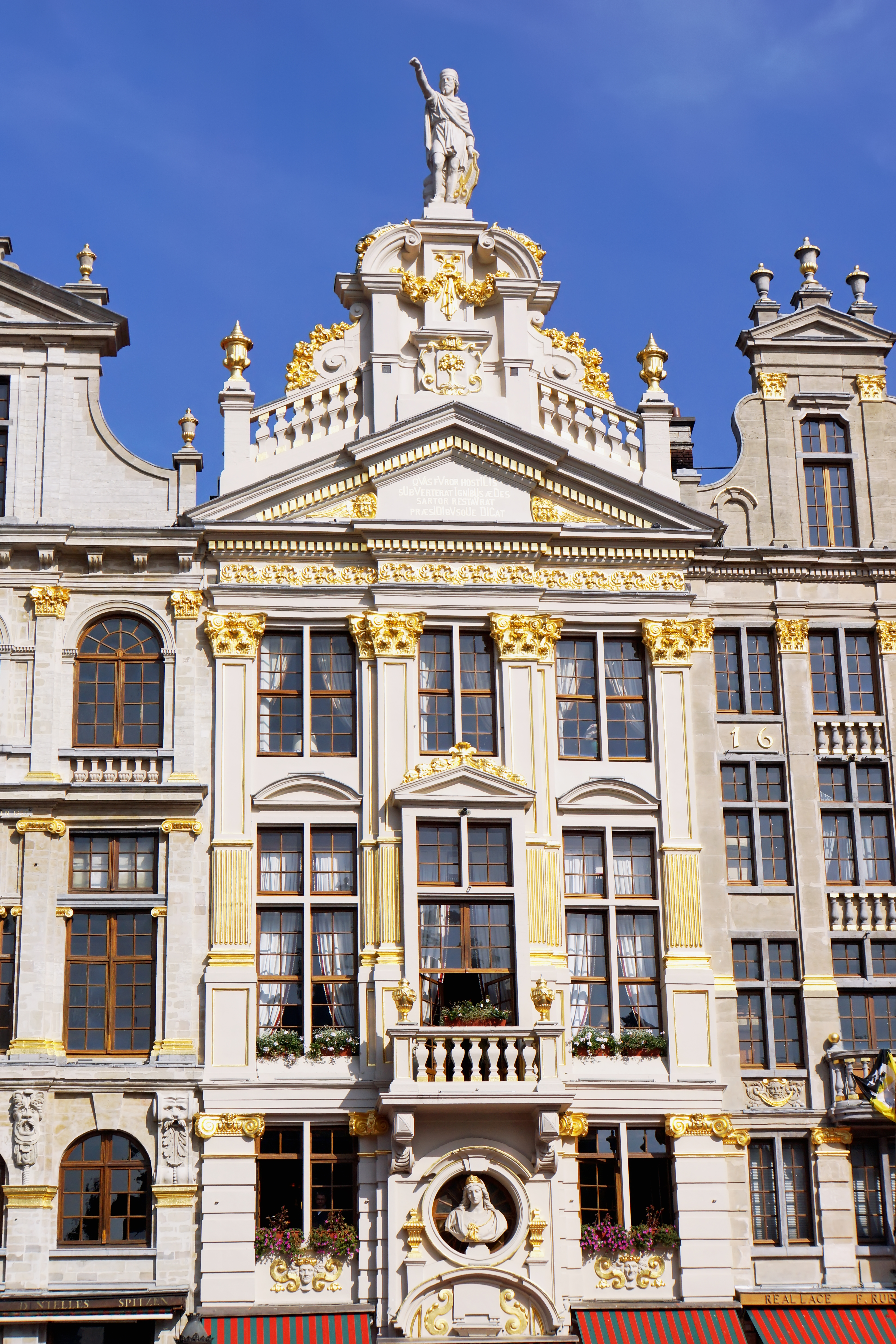
De Gouden Boot
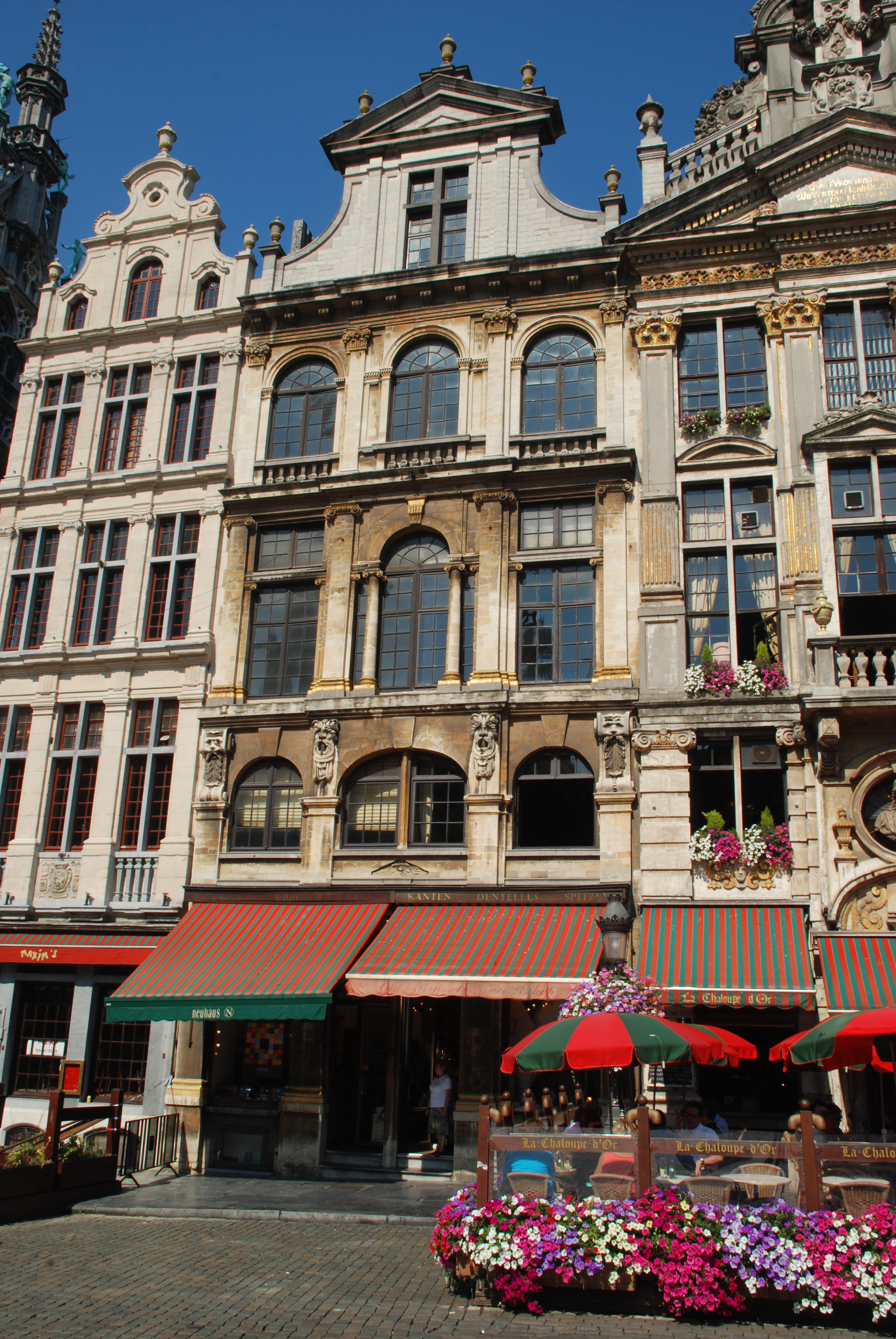
De Duif
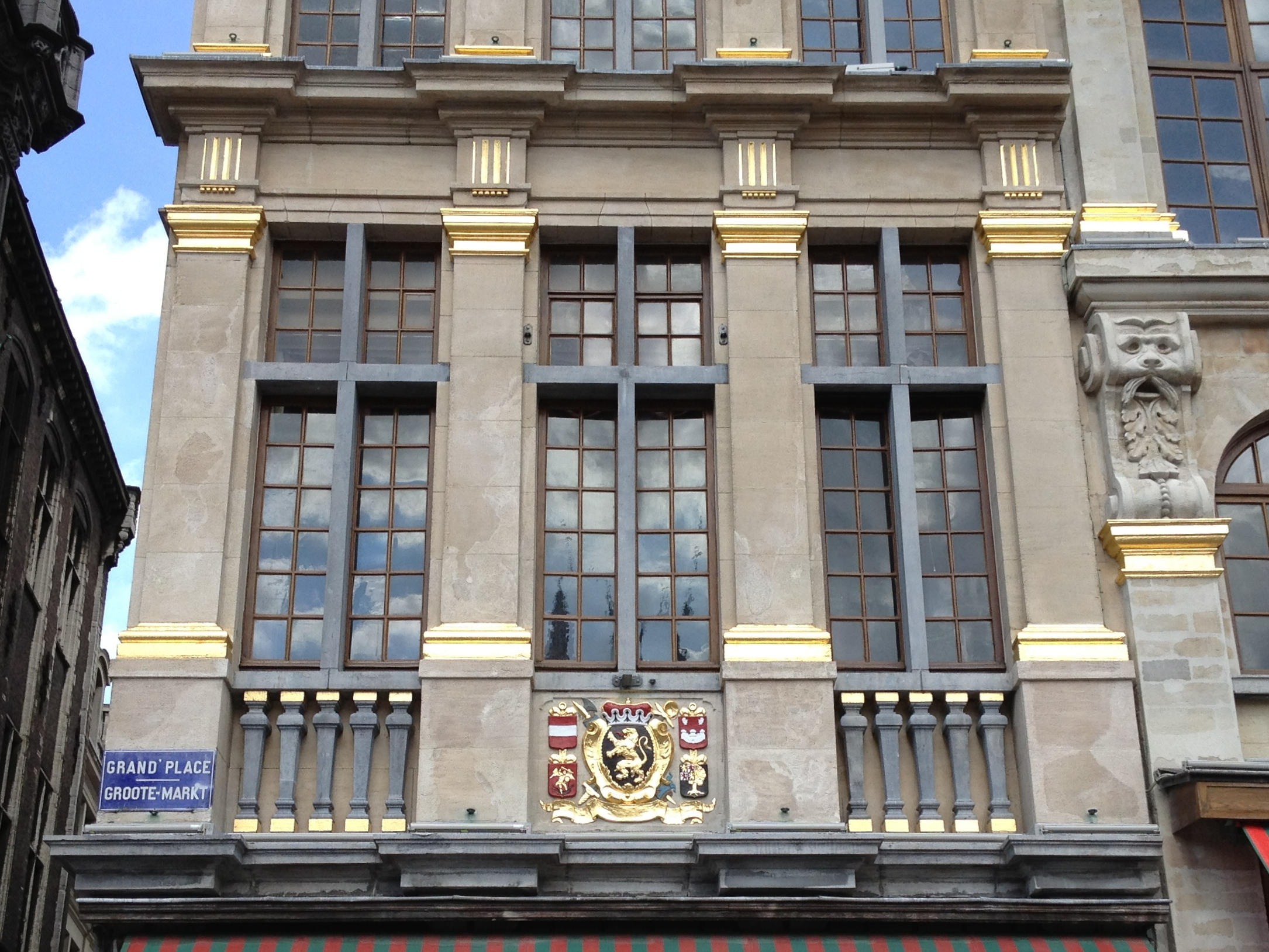
De Gulde Koopman, De Wapens van Brabant

### Tussen de Vlees-en-Broodstraat en de Boterstraat (Noord)
- nr. 34: Den Helm
- nr. 35: Den Pauw
- nr. 36 en 37: Het Voske (of De Samaritaen) en Den Eyck
- nr. 38: Sint Barbara
- nr. 39: Den Ezel

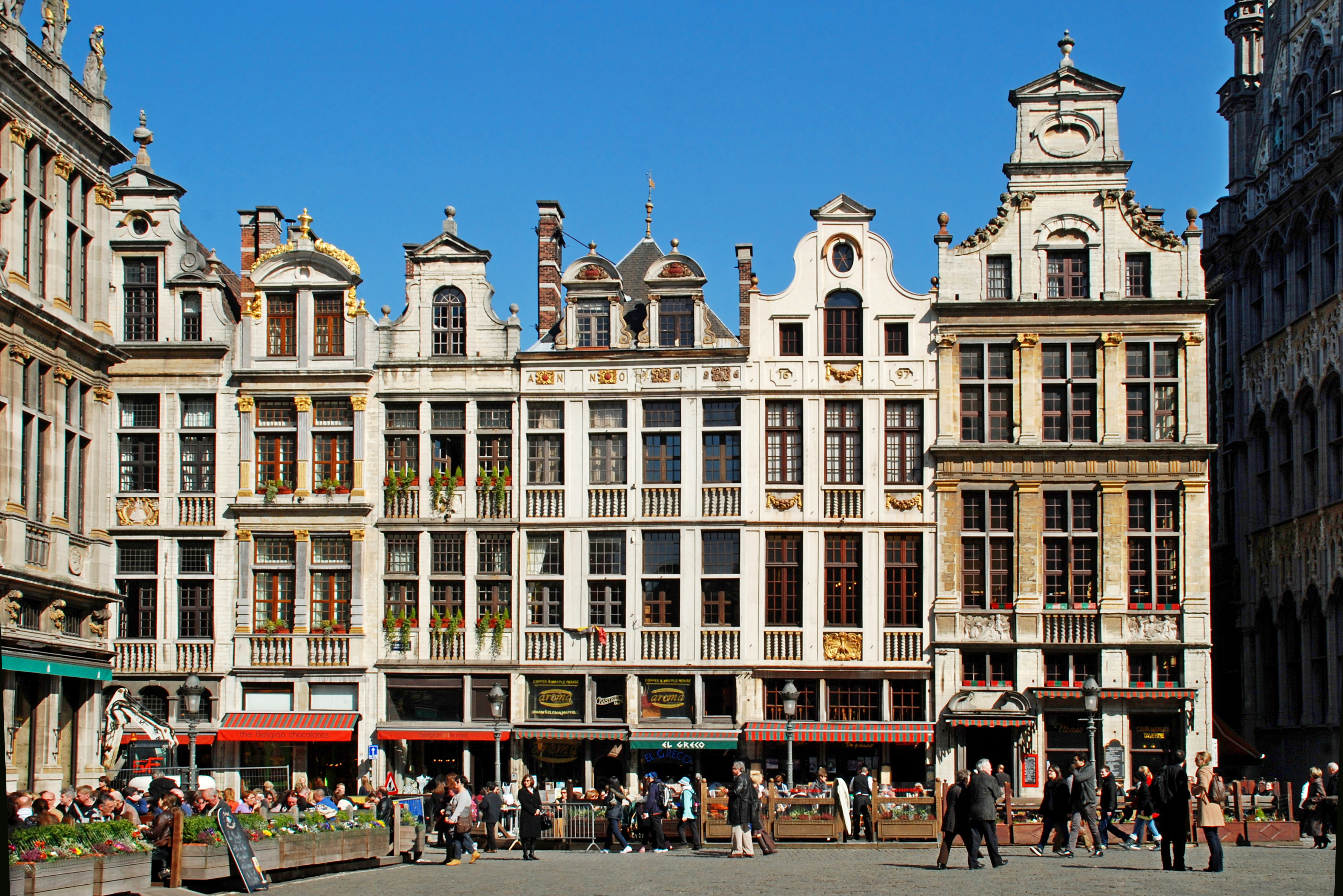
Gevelwand
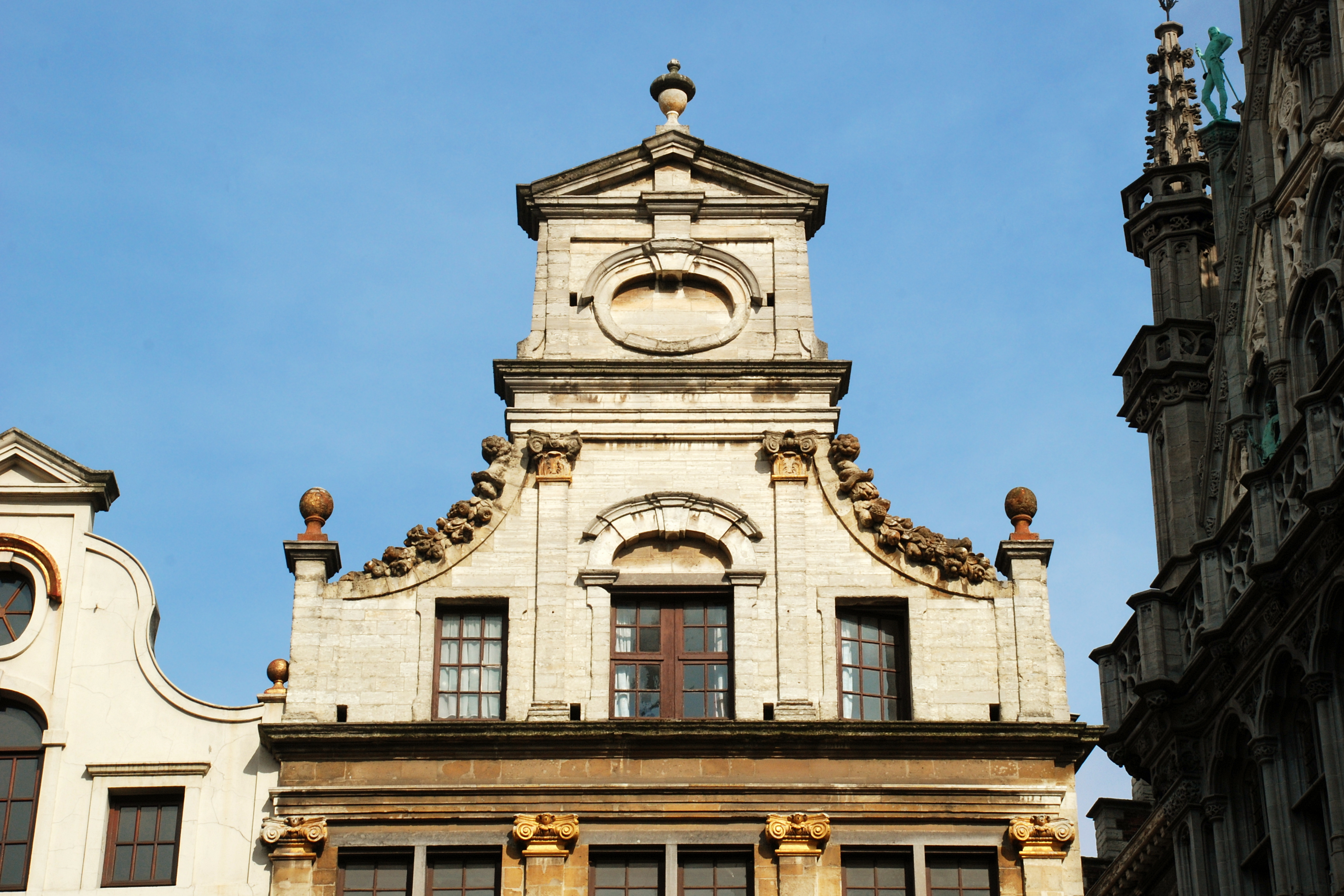
Den Helm
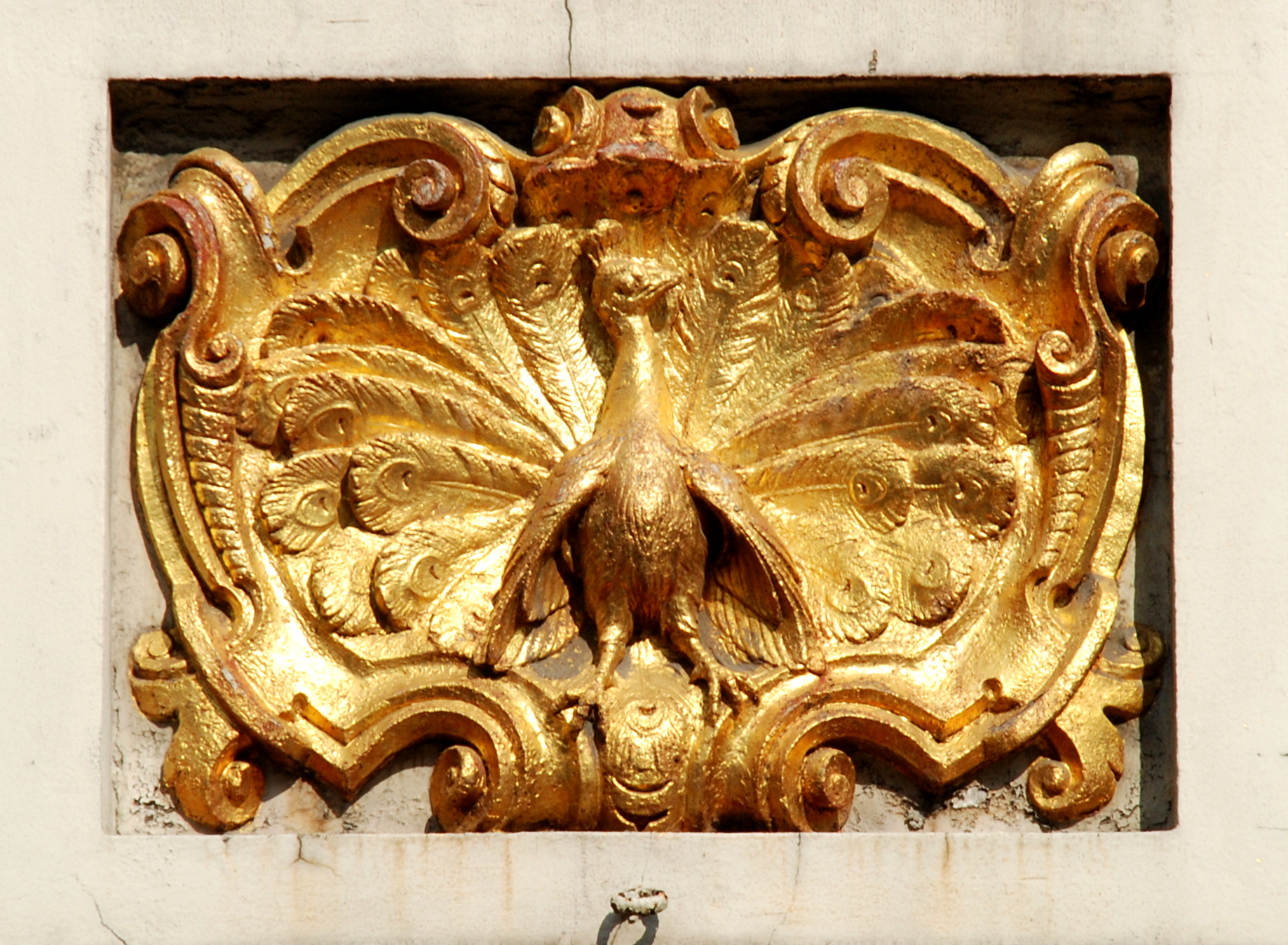
Den Pauw
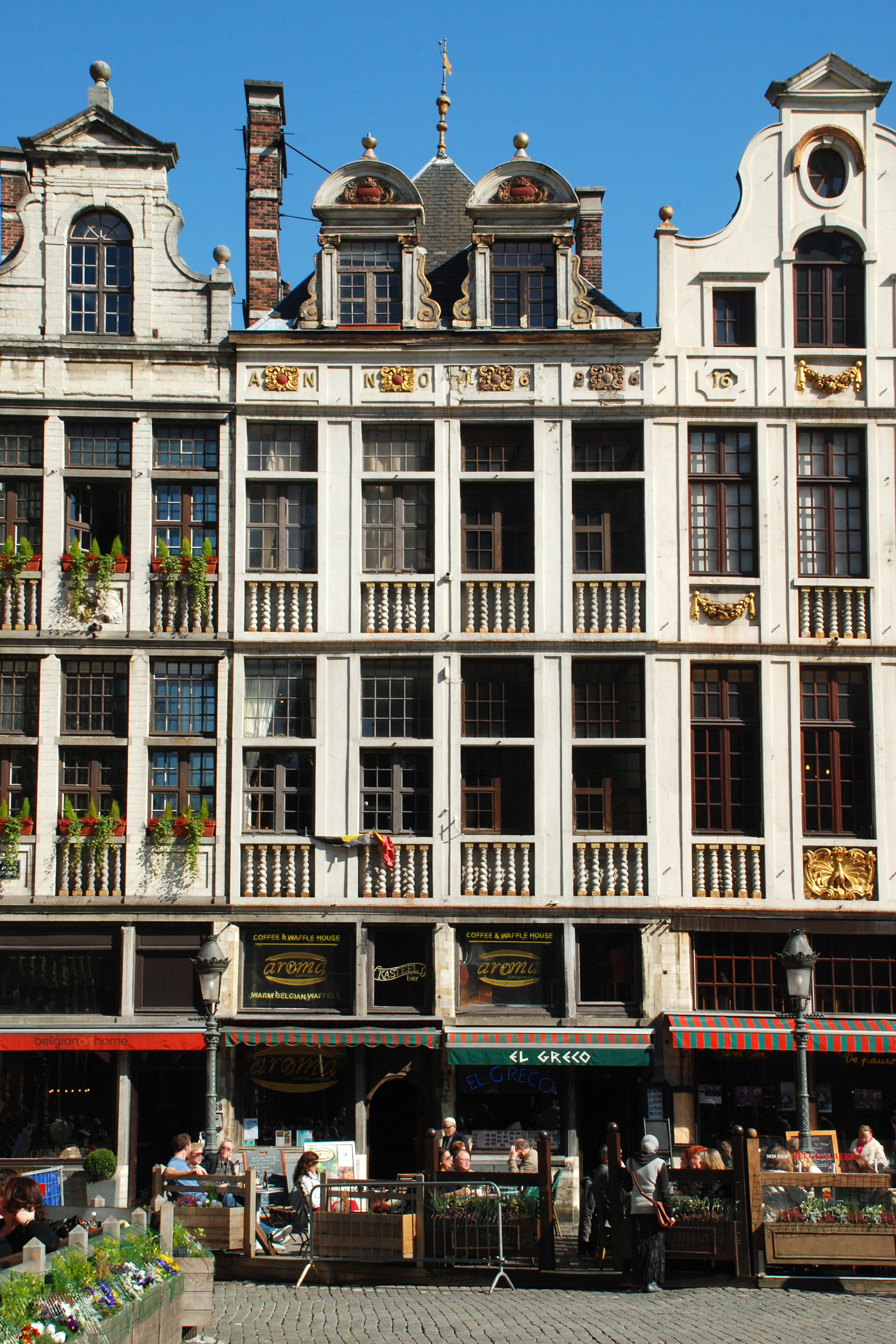
Het Voske / Den Eyck

## Historische gebeurtenissen
Everaard t'Serclaes overleed in 1388 aan zijn verwondingen in het huisje van de Amman (De Sterre).
De Grote Markt was het toneel van schitterende riddertoernooien en blijde inkomsten. Het was ook een plaats waar soms terechtstellingen werden voltrokken. Tijdens de religieuze vervolgingen en het begin van de opstand tegen Spanje in de 16e eeuw werden honderden doodstraffen uitgevoerd wegens ketterij en verraad, meestal door verbranding of onthoofding. In 1523 werden hier de eerste protestanten op de brandstapel gebracht, de jonge Antwerpse monniken Hendrik Voes en Jan van Essen. In 1568 werden de opstandige graven Egmont en Horne onthoofd. In 1719 was het de beurt aan gildedeken Frans Anneessens.
In het huis De Duif verbleef Victor Hugo in 1852 tijdens zijn ballingschap. De Belgische Werkliedenpartij (BWP) werd opgericht in 1885 in het huis De Zwaan.
In het huis De Gulde Koopman / De Wapens van Brabant verbleef tijdens de Tweede Wereldoorlog (1941-1944) Alexander von Falkenhausen, militair bevelhebber van België en Noord-Frankrijk onder het naziregime. Samen met de Kunstschutz in Brussel was hij deel van een moloperatie. Al die tijd werd de achterzijde van datzelfde pand door het Brussels netwerk Comète (Komeet), onder leiding van mevrouw Andrée De Jongh, gebruikt voor Britse piloten die van hieruit een ontsnappingsroute startten naar Engeland. De basisroute liep van Brussel of Lille naar Parijs.

## Grote Markt nu
De oorspronkelijke functies van de markt als commercieel, politiek en sociaal-cultureel centrum zijn meer en meer afgezwakt of verdwenen. De plaats is nu vooral een belangrijke aantrekkingspool voor toeristen.
Op de Grote Markt zijn er tegenwoordig cafés met terrassen, restaurants en hotels. Op de markt zelf worden alleen nog bloemen verkocht. Ook is het mogelijk een portret te laten maken. Regelmatig vinden er ook concerten of andere manifestaties plaats. Sinds 2006  wordt er op de Grote Markt een lichtshow georganiseerd op de maat van muziek. Daarbij wordt het stadhuis van Brussel verlicht en in de winter van 2013 worden ook twee andere gevels van het marktplein verlicht.
Velen beschouwen het als een van de mooiste markten van Europa: alle vier de zijden zijn fraai behouden.
Sinds 1998 staat de Grote Markt op de Werelderfgoedlijst van de UNESCO.

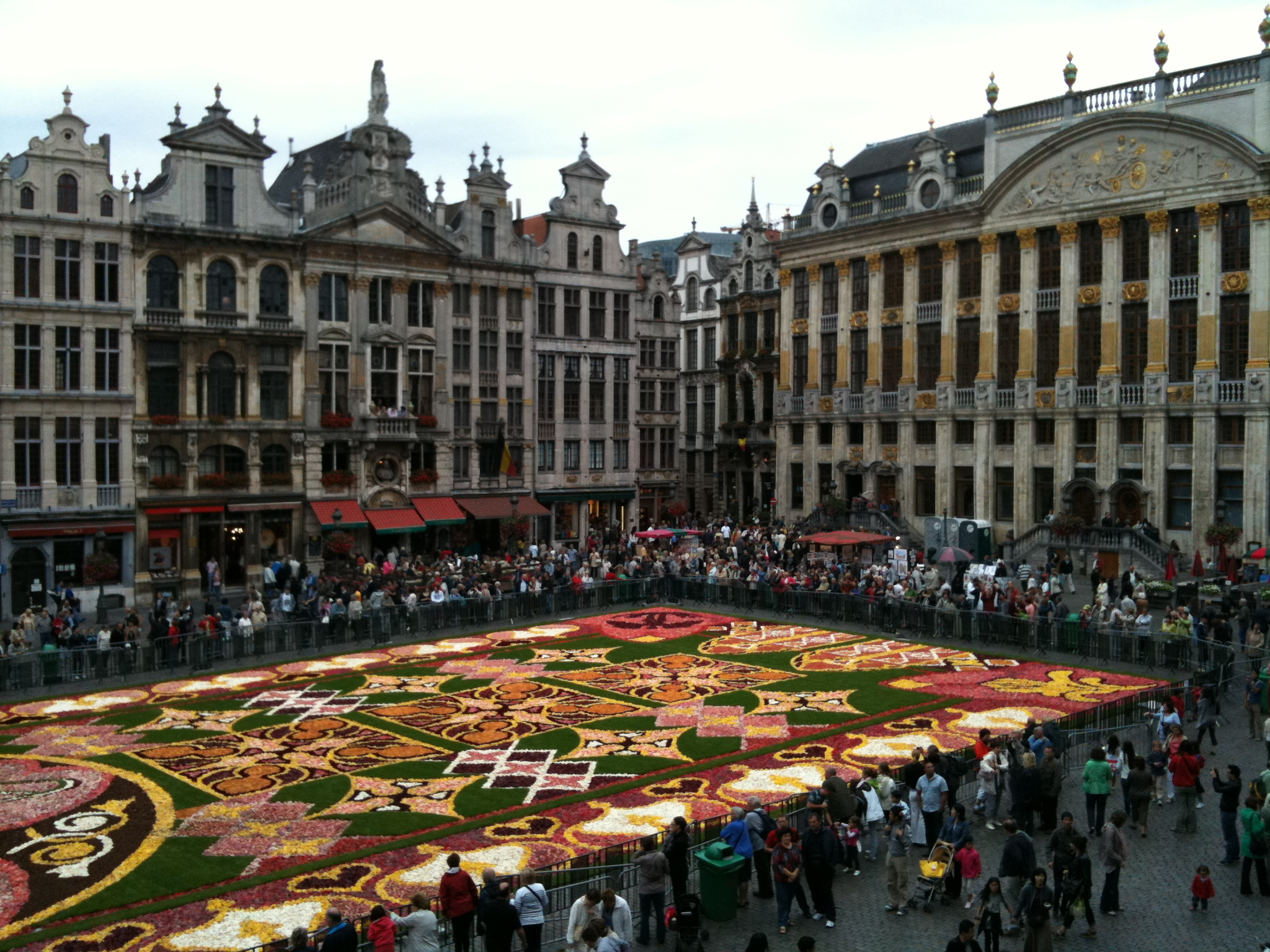
Tweejaarlijks bloementapijt
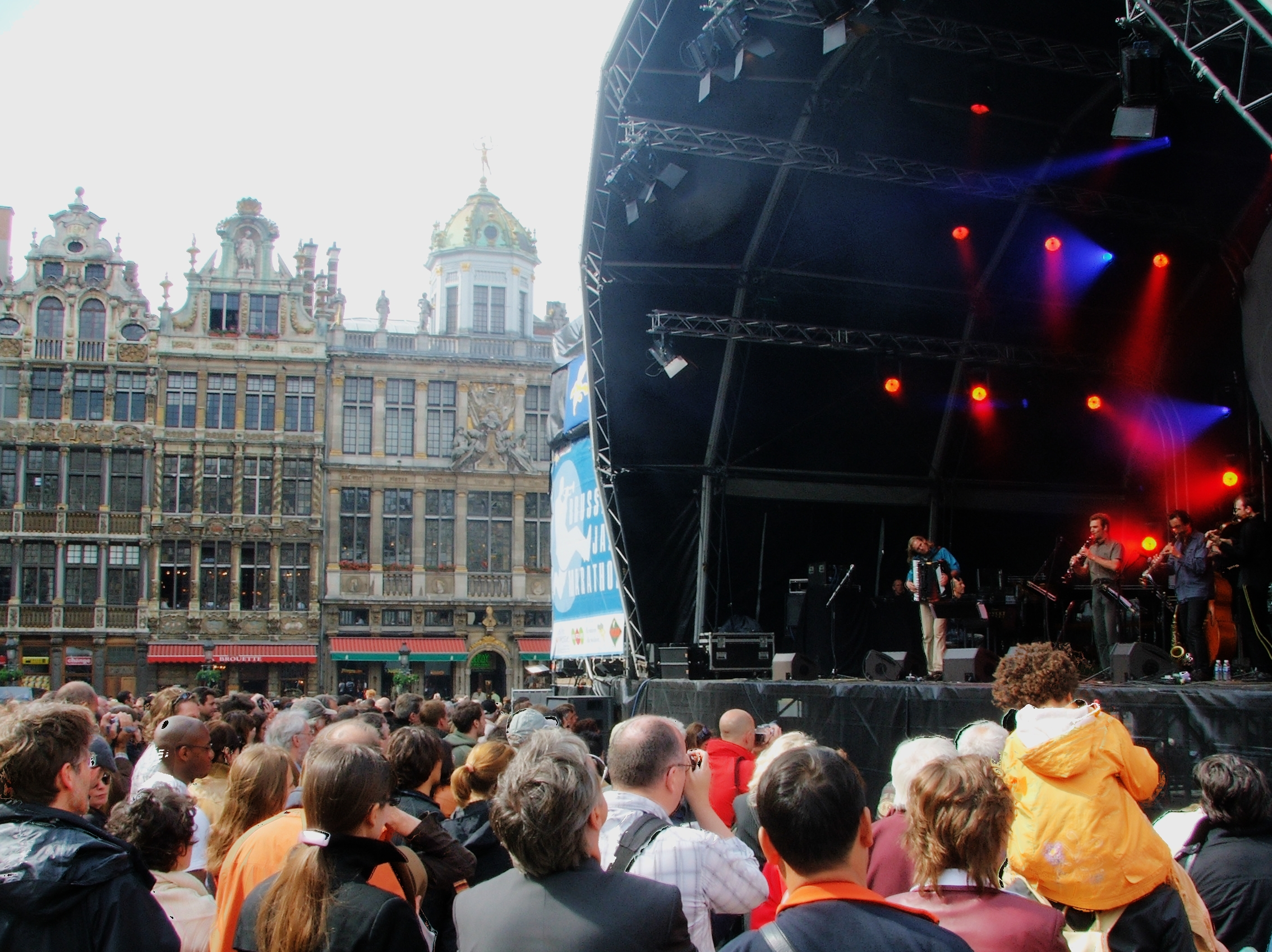
Concert Brussels Jazz Marathon
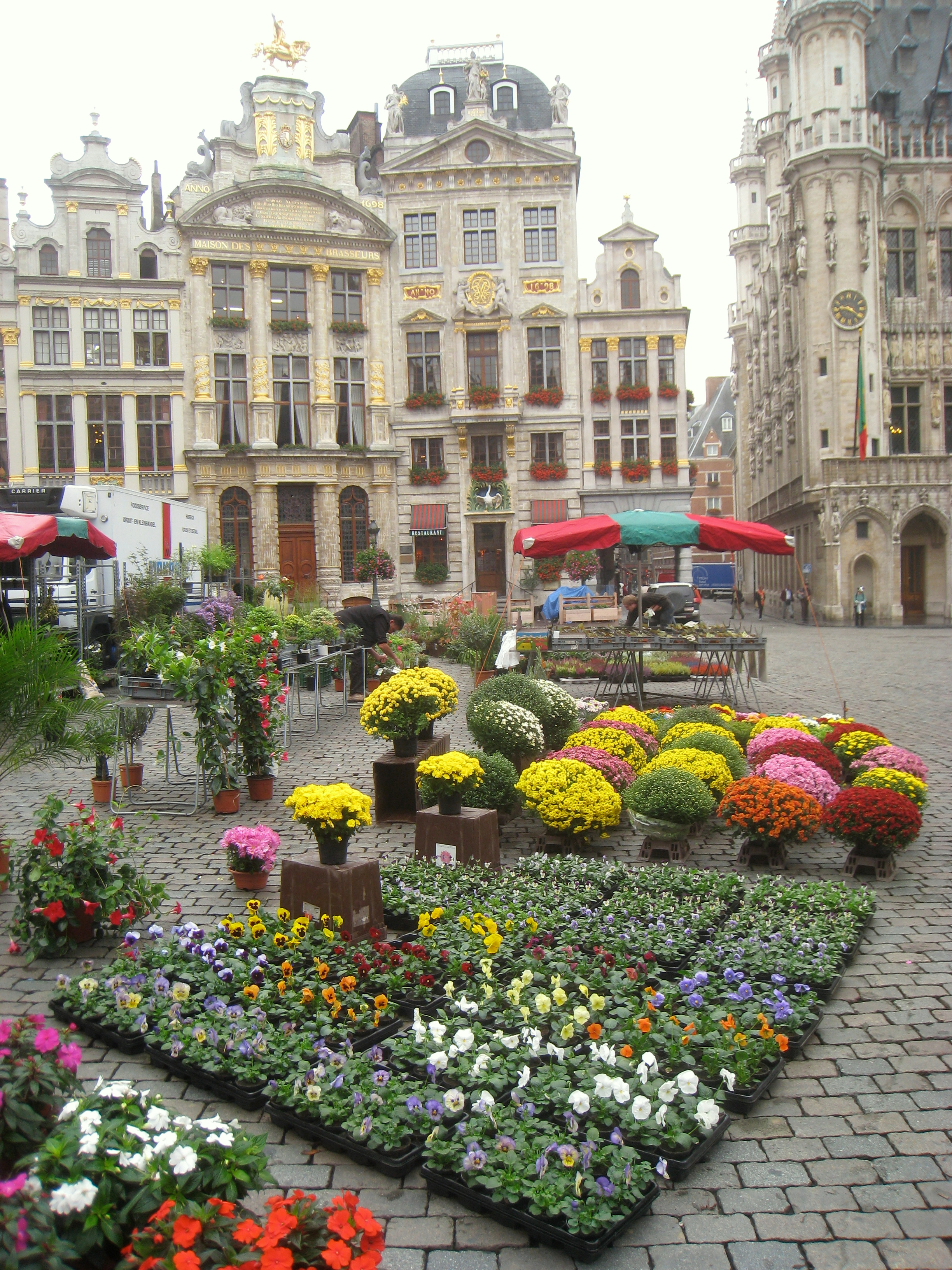
Bloemenverkoop
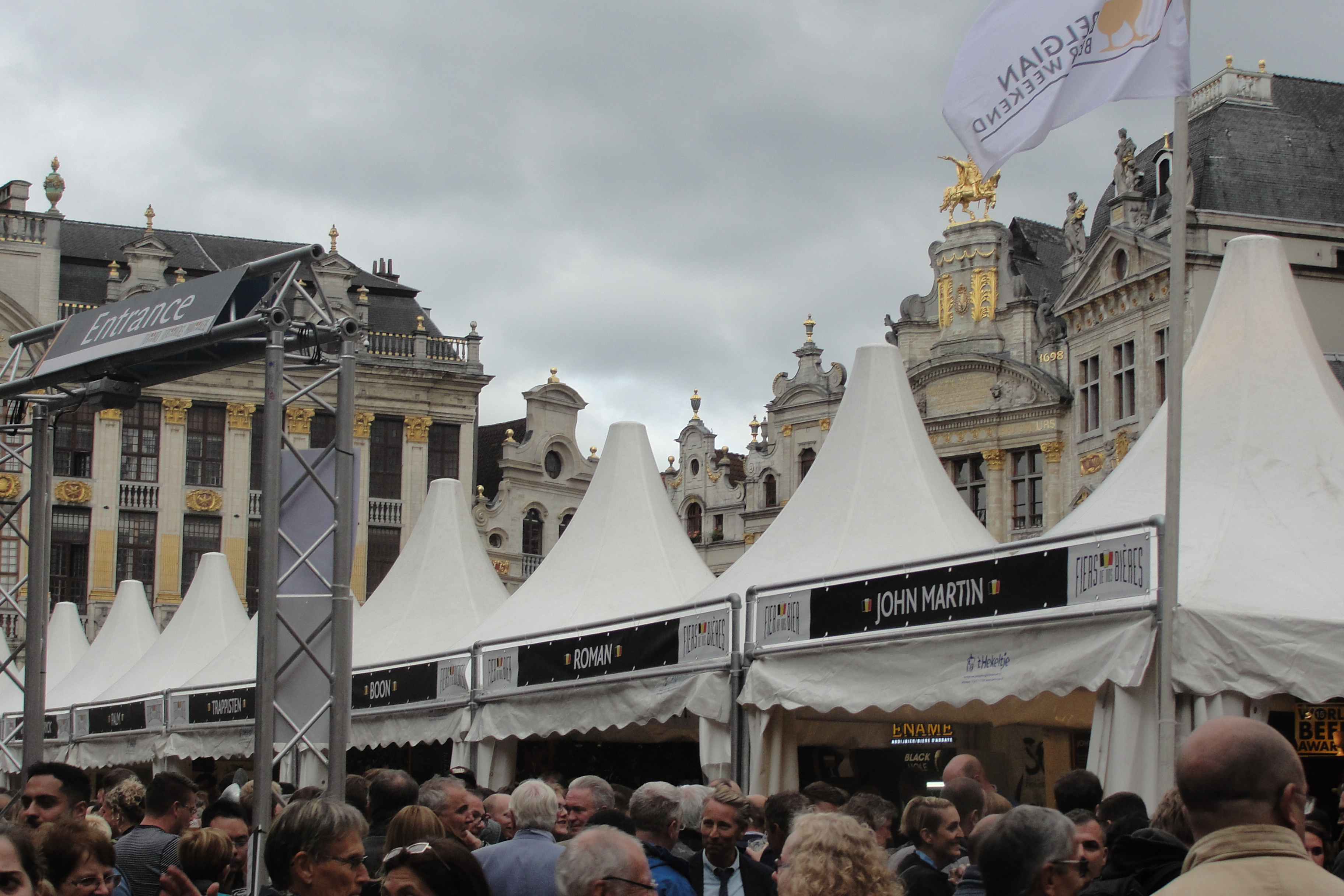
Jaarlijks bierweekend in september
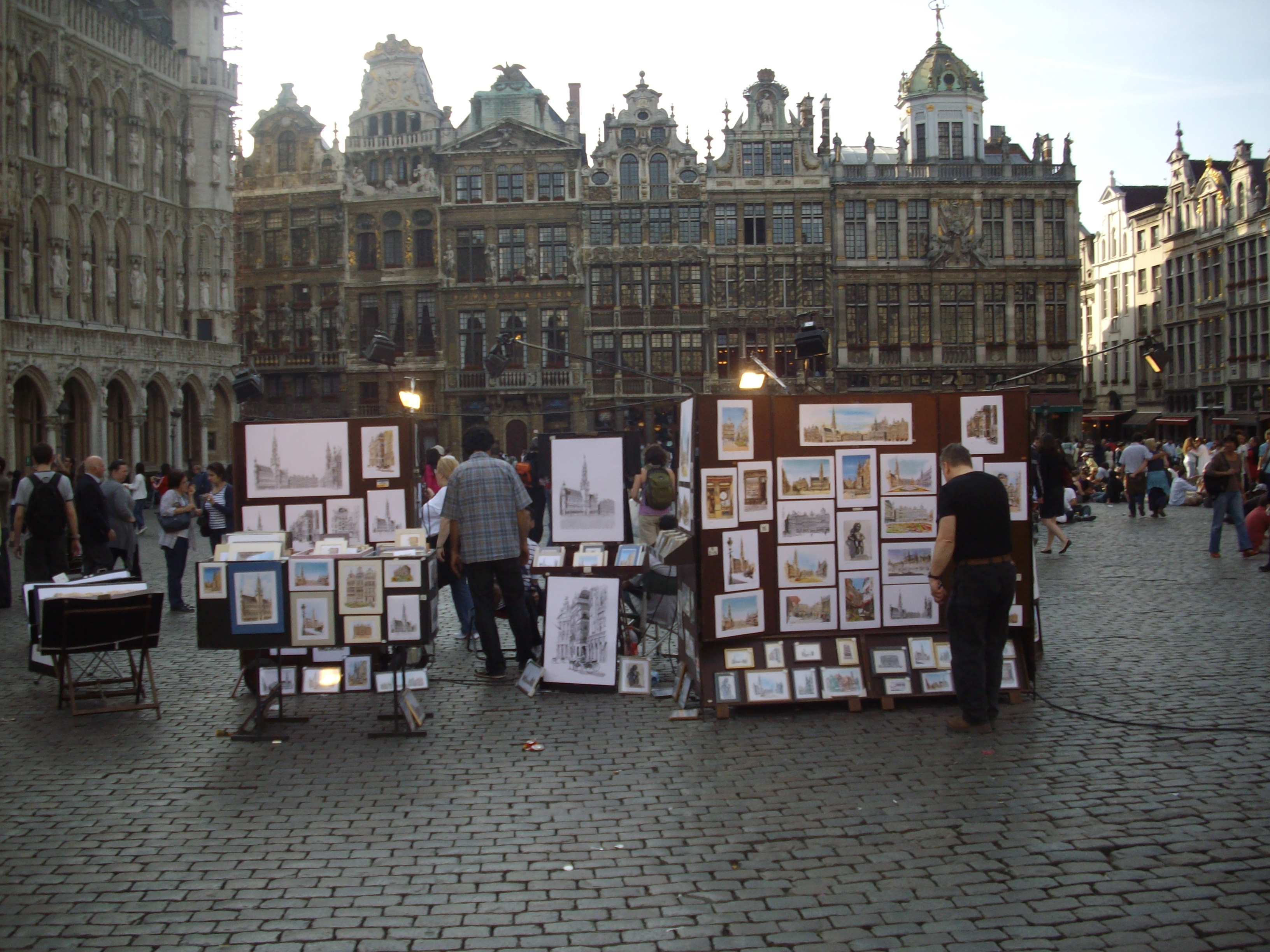
Verkoop van tekeningen